# Marxismo
El marxismo es una perspectiva teórica y un método de análisis y síntesis socioeconómico de la realidad y la historia, que considera las relaciones de clase y el conflicto social utilizando una interpretación materialista del desarrollo histórico y adopta una visión dialéctica de la transformación social y análisis crítico del capitalismo, compuesto principalmente por el pensamiento desarrollado en la obra del filósofo, sociólogo, economista y periodista revolucionario alemán de origen judío, Karl Marx, quien contribuyó en la sociología, la economía, el derecho y la historia.
Este grupo de doctrinas filosóficas, sociales, económicas, políticas, etc. adquirió una forma más definida tras su muerte por una serie de pensadores que complementan y/o reinterpretan este modelo que van desde Friedrich Engels, compañero y coeditor de Marx, hasta otros pensadores como Gueorgui Plejánov, Vladimir Lenin, León Trotski, Rosa Luxemburgo, Antonio Gramsci, Georg Lukács o Mao Zedong.
Es correcto hablar de marxismo como una corriente del pensamiento asociada principalmente al conjunto de movimientos políticos y sociales que surgieron durante el siglo XX, entre los que destacaron la Revolución rusa, la Revolución china y la Revolución cubana.
El marxismo ha pretendido desarrollar una ciencia social unificada (historia, teoría sociológica, teoría económica, ciencia política y epistemología) para la comprensión de las sociedades divididas en clases y la fundamentación de una visión revolucionaria del cambio social que ha inspirado innumerables movimientos sociales y políticos en el mundo a través de la historia moderna. Presenta tres dimensiones identificables: una dimensión económico-sociológica, una dimensión política y una dimensión crítico-filosófica expresada la filosofía anterior en el idealismo de Hegel y en el materialismo de Feuerbach. El análisis marxista, denominado materialismo histórico, enfatiza en el carácter determinante de las condiciones materiales - relaciones sociales y lugares en la producción- en la vida de las personas y en la conciencia que tienen sobre sí mismas y sobre el mundo. Dicha base material es considerada, en esta perspectiva, determinante en última instancia de otros fenómenos sociales, tales como las relaciones sociales y políticas, el derecho, la ideología o la moral.
Se ha desarrollado en muchas ramas y escuelas de pensamiento diferentes, con el resultado de que ahora no existe una única teoría marxista definitiva. Diferentes escuelas marxistas ponen un mayor énfasis en ciertos aspectos del marxismo clásico mientras rechazan o modifican otros aspectos. Muchas escuelas de pensamiento han tratado de combinar conceptos marxistas y conceptos no marxistas, lo que ha llevado a conclusiones contradictorias.
El materialismo histórico y el materialismo dialéctico sigue siendo el aspecto fundamental de todas las escuelas de pensamiento marxistas. Esta opinión no es aceptada por algunos postmarxistas como Ernesto Laclau y Chantal Mouffe, quienes afirman que la historia no solo está determinada por modos de producción sino también por conciencia y voluntad. Varias corrientes también se han desarrollado en el marxismo académico, a menudo bajo la influencia de otros puntos de vista: marxismo estructuralista, marxismo histórico, marxismo fenomenológico, marxismo analítico, marxismo humanista, marxismo occidental y marxismo hegeliano. El legado de Marx se ha disputado entre numerosas tendencias, las cuales incluyen el leninismo, el marxismo-leninismo, el trotskismo, el estalinismo, el maoísmo, el luxemburguismo y el marxismo libertario.
El marxismo ha tenido un profundo impacto en la academia global y ha influido en muchos campos como la arqueología, la antropología, estudios de ciencias, ciencias políticas, teatro, historia, sociología, historia y teoría del arte, estudios culturales, educación, economía, ética, criminología, geografía, crítica literaria, estética, teoría del cine, psicología crítica y filosofía. 

## Introducción y resumen
Los componentes centrales del modelo teórico explicativo marxista se pueden dividir en cuatro elementos esenciales:
En primer lugar, el concepto de «lucha de clases», que es formulado por primera vez en el Manifiesto comunista y que progresivamente se va transformando en el método de análisis materialista de la historia humana resultado de condiciones económicas materiales, en torno a los conceptos de «clase social», «contradicción» y «división social del trabajo» (materialismo histórico). A su vez el marxismo sigue la corriente filosófica en donde la materia es el sustrato de toda realidad, sea concreta o abstracta (materialismo dialéctico). Este método está a la vez basado en la lógica hegeliana comúnmente llamada «dialéctica» (aunque en términos estrictamente hegelianos se trata de una «lógica ontológica», modelo que a la vez sobrepasa al concepto hegeliano de dialéctica). Curiosamente, Marx no especificó en ninguna obra en particular cuáles eran los límites globales de este método, ni cuál era el concepto que él tenía de dialéctica, sin embargo se cita el prólogo de la Crítica de la economía política, de 1859, como su formulación más precisa.
El segundo punto central del modelo teórico marxista es la crítica a la economía del capital, el cual es desarrollado extensamente en su obra El capital, compuesta por tres tomos oficiales y un cuarto tomo editado de manera póstuma bajo el nombre de Teorías sobre la plusvalía. En esta obra, partiendo de una crítica a las teorías de los representantes de la economía clásica, Marx desarrolla su teoría laboral del valor, un modelo alternativo para calcular el concepto de «valor» de la economía capitalista, basado en la transformación de la «fuerza de trabajo» en una «mercancía» y que el valor de toda mercancía es el «tiempo de trabajo socialmente necesario», distinguiendo entre «valor de uso» y «valor de cambio», y la reformula en su teoría con la cual trata de describe la explotación del proletariado por el «capital». Esta investigación tiene directas consecuencias políticas, pues la hipótesis marxista probaría que en realidad la sociedad capitalista se funda en torno al robo del trabajo humano a través del concepto de «plustrabajo» y «plusvalor», legitimado en el estado de derecho a través de la propiedad privada sobre los medios de producción y el libre usufructo de esas ganancias.
El tercer punto central es el concepto de «ideología», que es desarrollado por Marx en sus primeros libros como La ideología alemana (en coautoría con Engels) y que intenta explicar las formas de dominación mental de la sociedad capitalista y su relación con la composición económica de esta. Este concepto es abandonado durante algunos años por Marx para centrarse en el análisis político. Sin embargo, vuelve a aparecer con fuerza en su libro El capital, bajo el concepto de «fetichismo de la mercancía», que sería una forma de explicar la incapacidad psicológica de una persona de percibir el «valor de uso» de una mercancía. Este concepto es extremadamente importante, porque describe todas las consecuencias de las formas de producción de la vida dentro del capitalismo: la teoría del valor añadido, la idea de que el capitalismo gana dinero pagando a trabajadores menos de lo que merece y se quedan con el resto como beneficio
El cuarto punto central del modelo teórico marxista es el concepto de «comunismo», un modo de producción generado a partir del modo de producción capitalista, que puede sobrepasar los límites de la sociedad capitalista fundada en la explotación humana, en la extracción de valor. Marx utilizó muchas veces la palabra, pero jamás explicó cuales eran sus alcances y características (salvo algunas referencias relativamente cortas pero lúcidas, como por ejemplo las que pueden encontrarse en su Crítica del programa de Gotha de 1875). Un análisis crítico de la obra de Marx demostraría que él no habría estado dispuesto a describir algo que todavía no existe; por lo tanto, el significado de «comunismo» se encuentra en una síntesis, tanto como de los problemas económicos fundamentales encontrados de manera explícita en El capital como un análisis de la crítica política-jurídica hecha por Marx a las instituciones capitalistas.
Engels acuñó el término socialismo científico para diferenciar el marxismo de las corrientes socialistas anteriores englobadas por él bajo el término socialismo utópico. También se emplea el término socialismo marxista para referirse a las ideas y propuestas específicas del marxismo dentro del marco del socialismo.
El objetivo que se propone es que los trabajadores tengan acceso a los medios de producción en forma institucionalizada; es decir, utilizando las instituciones públicas del Estado para que los trabajadores obtengan medios de producción y evitar que «la burguesía vaya concentrando cada vez más los medios de producción, la propiedad y la población del país. Reúne a la población, centraliza los medios de producción (principalmente, las fábricas) y concentra en pocas manos la propiedad».
Marx propone la abolición de la apropiación privada (un concepto más amplio que el de propiedad, que es meramente jurídico) sobre los medios de producción, esto es, «la abolición del sistema de propiedad burguesa», tal y como lo menciona en su Manifiesto comunista: «Lo que caracteriza al comunismo no es la abolición de la propiedad en general sino la abolición del sistema de propiedad burgués», ya que la burguesía no solamente se apropia del producto social mediante la ley, sino que también corrompe las instituciones u otros mecanismos legales para apropiarse de la propiedad de los trabajadores. 
Con el acceso a los medios de producción por parte de los trabajadores, el marxismo concluye que se logrará una sociedad sin clases sociales donde todos vivan con dignidad, sin que exista la acumulación de propiedad privada sobre los medios de producción por unas cuantas personas, porque supone que esta es el origen y la raíz de la división de la sociedad en clases sociales. Esto implicaría una enorme competencia y eficiencia en la economía; además,  el trabajador no se podría explotar a sí mismo ni tampoco podría explotar a otro trabajador porque ambos tendrían medios de producción. Lo que dicho panorama podría ocasionar es que los trabajadores se organizarían para crear empresas más grandes a través de asociaciones justas; por tal motivo Marx expresa que «el precio medio del trabajo asalariado es el mínimo posible. Es decir, el mínimo necesario para que el obrero permanezca vivo. Todo lo que el obrero asalariado obtiene con su trabajo es, pues, lo que estrictamente necesita para seguir viviendo y reproduciéndose. Nosotros no aspiramos en modo alguno a impedir los ingresos generados mediante el trabajo personal, destinados a adquirir los bienes necesarios para la vida». Y recalca en su Manifiesto: «Solo aspiramos a destruir el carácter ignominioso de la explotación burguesa, en la que el obrero solo vive para multiplicar el capital». Así, entonces, el trabajador o trabajadores serán dueños de sus propios negocios, iniciando un elevado comercio; por esa razón, en el Manifiesto especifica que «el comunismo no priva a nadie del poder de adquirir bienes y servicios».
Marx considera que cada país tiene sus particularidades y, por tanto, las medidas para proveer a los trabajadores de medios de producción pueden ser diferentes, y que al principio parecerá que no son suficientes. Marx tiene en claro la ley de la escasez y por ende la distribución de medios de producción en forma institucionalizada y legal se dará poco a poco en una transición lenta pero efectiva; por tal motivo concluye en su Manifiesto: «(...) por medio de medidas que, aunque de momento parezcan económicamente insuficientes e insostenibles, en el transcurso del movimiento serán un gran resorte propulsor, y de las que no puede prescindirse, como medio para transformar todo el régimen de producción vigente».
En conclusión, Marx propone el uso de las instituciones del Estado, como por ejemplo el uso de los impuestos para financiar la compra y distribución de los medios de producción a los trabajadores, que al paso del tiempo formará un mercado de competencia perfecta.

## Etimología
El término marxismo fue acuñado dentro de la Primera Internacional por los anarquistas antiautoritarios partidarios de Mijaíl Bakunin. Karl Kautsky, quien se consideraba un marxista ortodoxo, usó el término durante la disputa entre los seguidores ortodoxos y revisionistas de Marx. El rival revisionista de Kautsky, Eduard Bernstein también adoptó más tarde el uso del término.
Engels "decidió apropiarse de los términos "marxista" y "marxismo" de sus adversarios para transformar un nombre hostil en un nombre de honor". Utilizó el término "marxismo" en el prólogo de Ludwig Feuerbach y la superación de la filosofía clásica alemana. Por otro lado, Marx desancosejó el uso de su nombre en un movimiento político. En 1881, Marx escribió Henry Hyndman: “los programas del partido debemos evitar todo lo que conduzca a la apariencia de una dependencia directa de un autor o de un libro en particular”. En 1882, Engels afirmó que Marx había criticado al autoproclamado marxista Paul Lafargue al decir que si las opiniones de Lafargue se consideraban marxistas, "una cosa es cierta y es que no soy marxista".
Maximilien Rubel describe el origen del término así:
La génesis del mito marxista se remonta a los conflictos dentro de la Internacional. La necesidad de insultar al oponente y a sus partidarios hizo que los "antiautoritarios", con Bakunin a la cabeza, fueran lo suficientemente inventivos como para crear términos como "marxistes", "marxists" y "marxism". Gradualmente, los discípulos de Marx en Francia desarrollaron el hábito de aceptar estas denominaciones que ellos no habían creado y que los destinaban a distinguirse de otras facciones socialistas, de modo que finalmente estos términos se convirtieron en etiquetas políticas e ideológicas. A partir de entonces sólo fue necesaria la autoridad de Engels para sancionar el uso de estos términos, cuya ambigüedad puede no haber sido evidente para quienes los utilizaron. Engels se mostró desde el principio enérgicamente hostil a su uso; sabía mejor que nadie que se corría el riesgo de corromper el significado profundo de una enseñanza que debería haber sido considerada la expresión teórica de un movimiento social y de ninguna manera una doctrina inventada por un individuo en beneficio de una élite intelectual. Su resistencia no decayó hasta que, en 1889, la disidencia entre los "posibilistas", "blanquistas" y "broussistes", por un lado, y los "colectivistas" y "guesdistes", por el otro, amenazó con provocar una ruptura. en el movimiento en Francia, habiendo cada facción decidido organizar su propio Congreso Internacional de Trabajadores. La situación de Engels es obvia; intentó evitar el peligro de confusión y de corrupción verbal e ideológica utilizando comillas para hablar de “marxistas” y de “marxismo”, y hablando de los “llamados marxistas”.

## Influencias intelectuales de Marx y Engels
Marx tuvo grandes influencias filosóficas, la de Feuerbach, que le aportó y afirmó su visión materialista de la historia, y la de Hegel, basada en la filosofía kantiana y que inspiró los jóvenes hegelianos, quien entre ellos, Marx usó la dialéctica en la aplicación del materialismo. Aunque para su trabajo de disertación doctoral eligió la comparación de dos grandes filósofos materialistas de la antigua Grecia, Demócrito y Epicuro, Marx ya había hecho suyo el método hegeliano, su dialéctica. Ya en 1842 había elaborado su Crítica de la filosofía del derecho de Hegel desde un punto de vista materialista. Pero a principios de la década de 1840, otra gran influencia filosófica hizo efecto en Marx, la de Feuerbach, especialmente con su obra La esencia del cristianismo. Tanto Marx como Engels abrazaron la crítica materialista de Feuerbach al sistema hegeliano, aunque con algunas reservas. Según Marx, el materialismo feuerbachiano era inconsecuente en algunos aspectos, por ello lo llama «contemplativo». Es en las Tesis sobre Feuerbach (Marx, 1845) y La ideología alemana (Marx y Engels, 1846) donde Marx y Engels ajustan sus cuentas con sus influencias filosóficas y establecen las premisas para la concepción materialista de la historia.
Importante es el nuevo desarrollo de los estudios sobre el Marx filosófico que se convierte en experto en economía política, a partir de la crítica de la filosofía del derecho público de Hegel ( cfr. Guglielmo Rinzivillo, Karl Marx dialettica e memoria, Roma, Armando, 2013, p. 41 e sg., ISBN 978-88-6677-357-3).
Si en el idealismo de Hegel la historia era un devenir de continuas contradicciones que expresaban el autodesarrollo de la Idea Absoluta, en Marx son el desarrollo de las fuerzas productivas y de las relaciones de producción las que determinan el curso del desarrollo socio-histórico. Para los idealistas el motor de la historia era el desarrollo de las ideas. Marx expone la base material de esas ideas y encuentra el hilo conductor del devenir histórico.
La revisión de Marx del hegelianismo también estuvo influenciada por el libro de Engels de 1845, La condición de la clase obrera en Inglaterra, que llevó a Marx a concebir la dialéctica histórica en términos de conflicto de clases y a ver a la clase obrera moderna como la fuerza más progresista para la revolución. A partir de entonces, Marx y Engels trabajaron juntos por el resto de la vida de Marx para que las obras recopiladas de Marx y Engels se publicaran generalmente juntas, casi como si fuera el resultado de una persona.

Pero la parte más considerable de las principales ideas directrices, particularmente en el terreno económico e histórico, y en especial su formulación nítida y definitiva, corresponden a Marx. Lo que yo aporté —si se exceptúa, todo lo más, dos o tres ramas especiales— pudo haberlo aportado también Marx aun sin mí. En cambio, yo no hubiera conseguido jamás lo que Marx alcanzó. Marx tenía más talla, veía más lejos, atalayaba más y con mayor rapidez que todos nosotros juntos. Marx era un genio; nosotros, los demás, a lo sumo, hombres de talento. Sin él la teoría no sería hoy, ni con mucho, lo que es. Por eso ostenta legítimamente su nombre.
Friedrich Engels (1886) Ludwig Feuerbach y el fin de la filosofía clásica alemana - Parte 4 (Nota de pie de Engels)

No obstante, según Isaiah Berlin, fueron las obras de Engels, en lugar de las de Marx, la fuente principal del materialismo histórico y dialéctico de Plejánov, Kautsky, Lenin, Stalin, Mao e incluso Trotski.
En resumen, Marx y Engels se basaron en la filosofía clásica alemana de Hegel y de Feuerbach; la economía política británica de Adam Smith y de David Ricardo; y la teoría revolucionaria francesa, junto con el socialismo francés de Rousseau, Saint-Simon, Charles Fourier, Babeuf y Proudhon respectivamente, para desarrollar una crítica de la sociedad que fuera tanto científica como revolucionaria. De estos, según Rudolf Rocker, fue Proudhon —fundador del mutualismo— el socialista que más inspiraría a Marx. Esta crítica alcanzó su expresión más sistemática en la obra más importante dedicada a la sociedad capitalista, El capital: crítica de la economía política.
Fue también el análisis hegeliano en su tesis doctoral del atomismo de Epicuro de gran influencia para "sintetizar la concepción de la alienación en la praxis, asociada a Hegel, y la concepción materialista de la alienación del ser humano desde la naturaleza que se encuentra en Epicuro". Engels admite que es en el materialismo de Epicuro donde estaba la base del desarrollo de una dialéctica materialista y no en el materialismo de la Ilustración francesa como pensaba Gueorgui Plejánov. Marx también señaló la importancia de Aristóteles en la teoría del valor-trabajo, diferenciando el precio del valor y distinguiendo entre valor de uso y valor de cambio. En El capital concluye: “La brillantez del genio de Aristóteles se demuestra solo con esto, que descubrió, en la expresión del valor de las mercancías, una relación de igualdad. Las condiciones peculiares de la sociedad en la que vivía, solo le impedían descubrir lo que, 'en verdad', estaba en el fondo de esta igualdad”. Además de las raíces mencionadas, algunos pensadores marxistas del siglo XX, como Louis Althusser o Miguel Abensour, han señalado en la obra de Marx el desarrollo de temas presentes en la obra de Maquiavelo o Spinoza.
Otro filósofo griego de gran influencia fue Heráclito, considerado como uno de los fundadores de la dialéctica. El mismo Hegel se consideraba filosóficamente heredero de Heráclito, hasta el punto de afirmar: «No hay proposición de Heráclito que yo no haya aceptado en mi Lógica» (Hegel, Lecciones sobre la historia del la filosofía). Engels, que se asoció con los Jóvenes Hegelianos, también le dio a Heráclito el crédito por inventar dialéctica, relevante para su propio materialismo dialéctico. El mismo Vladimir Lenin reafirmó lo anterior.
También Karl Marx y Friedrich Engels vieron en la nueva comprensión de la biología provocada por el El origen de las especies de Charles Darwin y la comprensión de la evolución por selección natural como esencial para la nueva comprensión del socialismo, ya que proporciona una base en ciencias naturales para la lucha de clases histórica. Por otro lado, Engels recurrió a Lewis H. Morgan y su teoría de la evolución social en su obra El origen de la familia, la propiedad privada y el estado. Alexander Vucinich afirma que "Engels dio crédito a Marx por extender la teoría de Darwin al estudio de la dinámica interna y el cambio en la sociedad humana".
Luego escribió una crítica mordaz de la hegelianos joven en dos libros, La Sagrada Familia (1845) y La ideología alemana en la que criticaba a Bruno Bauer y Max Stirner. En La miseria de la filosofía (1845), Marx también criticó a Pierre-Joseph Proudhon, que se había hecho famoso con su grito "¡La propiedad es un robo!". Además, criticó la concepción de Feuerbach de la naturaleza humana en su sexta tesis sobre Feuerbach como un "tipo" abstracto que se encarnó en cada individuo singular: "Feuerbach resuelve la esencia de la religión en la esencia del hombre. Pero la esencia del hombre no es una abstracción inherente a cada individuo. En realidad, es el conjunto de las relaciones sociales". Entonces, en lugar de encontrarse en el sujeto individual singular y concreto al igual que la filosofía clásica, incluido el contractualismo (Thomas Hobbes , John Locke y Jean-Jacques Rousseau), pero también la economía política, Marx comenzó con la totalidad de las relaciones sociales: trabajo, lenguaje y todo lo que constituye nuestra existencia humana. Afirmó que el individualismo era una esencia el resultado del fetichismo o la alienación de las mercancías. En El Capital, Marx critica la teoría del valor-trabajo de Smith y Ricardo.
También diversos sociólogos y filósofos, como Raymond Aron y Michel Foucault, han rastreado en la visión marxista del final del feudalismo como comienzo del absolutismo y la separación del Estado y la sociedad civil, la influencia de Montesquieu y Tocqueville, en particular en sus obras sobre el bonapartismo y la lucha de clases en Francia.

## Concepción materialista de la historia
El materialismo histórico (término acuñado por el marxista ruso Gueorgui Plejánov), también conocido como la concepción materialista de la historia, es una metodología marxista que se enfoca en las sociedades humanas y su desarrollo a través de la historia, argumentando que la historia es el resultado de condiciones materiales más que ideales.

Esta obra defiende lo que nosotros llamamos el «materialismo histórico» [...] esa concepción de los derroteros de la historia universal que ve la causa final y la fuerza propulsora decisiva de todos los acontecimientos históricos importantes en el desarrollo económico de la sociedad, en las transformaciones del modo de producción y de cambio, en la consiguiente división de la sociedad en distintas clases y en las luchas de estas clases entre sí.
Federico Engels (1880) Del socialismo utópico al socialismo científico, Prólogo a la edición inglesa de 1892.

Marx resumió la génesis de su concepción materialista de la historia en Contribución a la crítica de la economía política (1859):

El primer trabajo emprendido para resolver las dudas que me azotaban, fue una revisión crítica de la filosofía hegeliana del derecho, trabajo cuya introducción apareció en 1844 en los Anales francoalemanes, que se publicaban en París. Mi investigación me llevó a la conclusión de que, tanto las relaciones jurídicas como las formas de Estado no pueden comprenderse por sí mismas ni por la llamada evolución general del espíritu humano, sino que, por el contrario, radican en las condiciones materiales de vida cuyo conjunto resume Hegel siguiendo el precedente de los ingleses y franceses del siglo XVIII, bajo el nombre de “sociedad civil”, y que la anatomía de la sociedad civil hay que buscarla en la economía política.

En Bruselas, a donde me trasladé a consecuencia de una orden de destierro dictada por el señor Guizot, proseguí mis estudios de economía política comenzados en París. El resultado general al que llegué y que una vez obtenido sirvió de hilo conductor a mis estudios puede resumirse así: en la producción social de su vida los hombres establecen determinadas relaciones necesarias e independientes de su voluntad, relaciones de producción que corresponden a una fase determinada de desarrollo de sus fuerzas productivas materiales. El conjunto de estas relaciones de producción forma la estructura económica de la sociedad, la base real sobre la que se levanta la superestructura jurídica y política y a la que corresponden determinadas formas de conciencia social. El modo de producción de la vida material condiciona el proceso de la vida social política y espiritual en general. No es la conciencia del hombre la que determina su ser sino, por el contrario, el ser social es lo que determina su conciencia.
Al llegar a una fase determinada de desarrollo las fuerzas productivas materiales de la sociedad entran en contradicción con las relaciones de producción existentes o, lo que no es más que la expresión jurídica de esto, con las relaciones de propiedad dentro de las cuales se han desenvuelto hasta allí. De formas de desarrollo de las fuerzas productivas, estas relaciones se convierten en trabas suyas, y se abre así una época de revolución social.
Al cambiar la base económica se transforma –más o menos rápidamente– toda la inmensa superestructura erigida sobre ella. Cuando se estudian esas transformaciones hay que distinguir siempre entre los cambios materiales ocurridos en las condiciones económicas de producción y que pueden apreciarse con la exactitud propia de las ciencias naturales, y las formas jurídicas, políticas, religiosas, artísticas o filosóficas, en una palabra las formas ideológicas en que los hombres adquieren conciencia de este conflicto y luchan por resolverlo. Y del mismo modo que no podemos juzgar a un individuo por lo que él piensa de sí, no podemos juzgar tampoco a estas épocas de transformación por su conciencia, sino que, por el contrario, hay que explicarse esta conciencia por las contradicciones de la vida material, por el conflicto existente entre las fuerzas productivas sociales y las relaciones de producción.
Ninguna formación social desaparece antes de que se desarrollen todas las fuerzas productivas que caben dentro de ella, y jamás aparecen nuevas y más elevadas relaciones de producción antes de que las condiciones materiales para su existencia hayan madurado dentro de la propia sociedad antigua. Por eso, la humanidad se propone siempre únicamente los objetivos que puede alcanzar, porque, mirando mejor, se encontrará siempre que estos objetivos sólo surgen cuando ya se dan o, por lo menos, se están gestando, las condiciones materiales para su realización. A grandes rasgos, podemos designar como otras tantas épocas de progreso en la formación económica de la sociedad el modo de producción asiático, el antiguo, el feudal y el moderno burgués.

Las relaciones burguesas de producción son la última forma antagónica del proceso social de producción; antagónica, no en el sentido de un antagonismo individual, sino de un antagonismo que proviene de las condiciones sociales de vida de los individuos. Pero las fuerzas productivas que se desarrollan en la sociedad burguesa brindan, al mismo tiempo, las condiciones materiales para la solución de este antagonismo. Con esta formación social se cierra, por lo tanto, la prehistoria de la sociedad humana.
K. Marx (1875) Prólogo a la Contribución a la crítica de la economía política

En El capital, Marx expone su famosa concepción materialista de la historia según este punto de vista han sido los factores económicos los que han conducido la historia y determinan lo que más llaman la superestructura cultural de las ideas religiosas, artísticas, legales, filosóficas, éticas y políticas en cualquier sociedad. El materialismo histórico es un ejemplo del socialismo científico de Marx y Engels, que intenta mostrar que el socialismo y el comunismo son necesidades científicas más que ideales filosóficos. En conclusión, la historia no es el desarrollo del espíritu «absoluto» de Hegel, sino el producto material de los hombres reales y concretos empujados por sus condiciones socioeconómicas.

### Análisis de las clases sociales

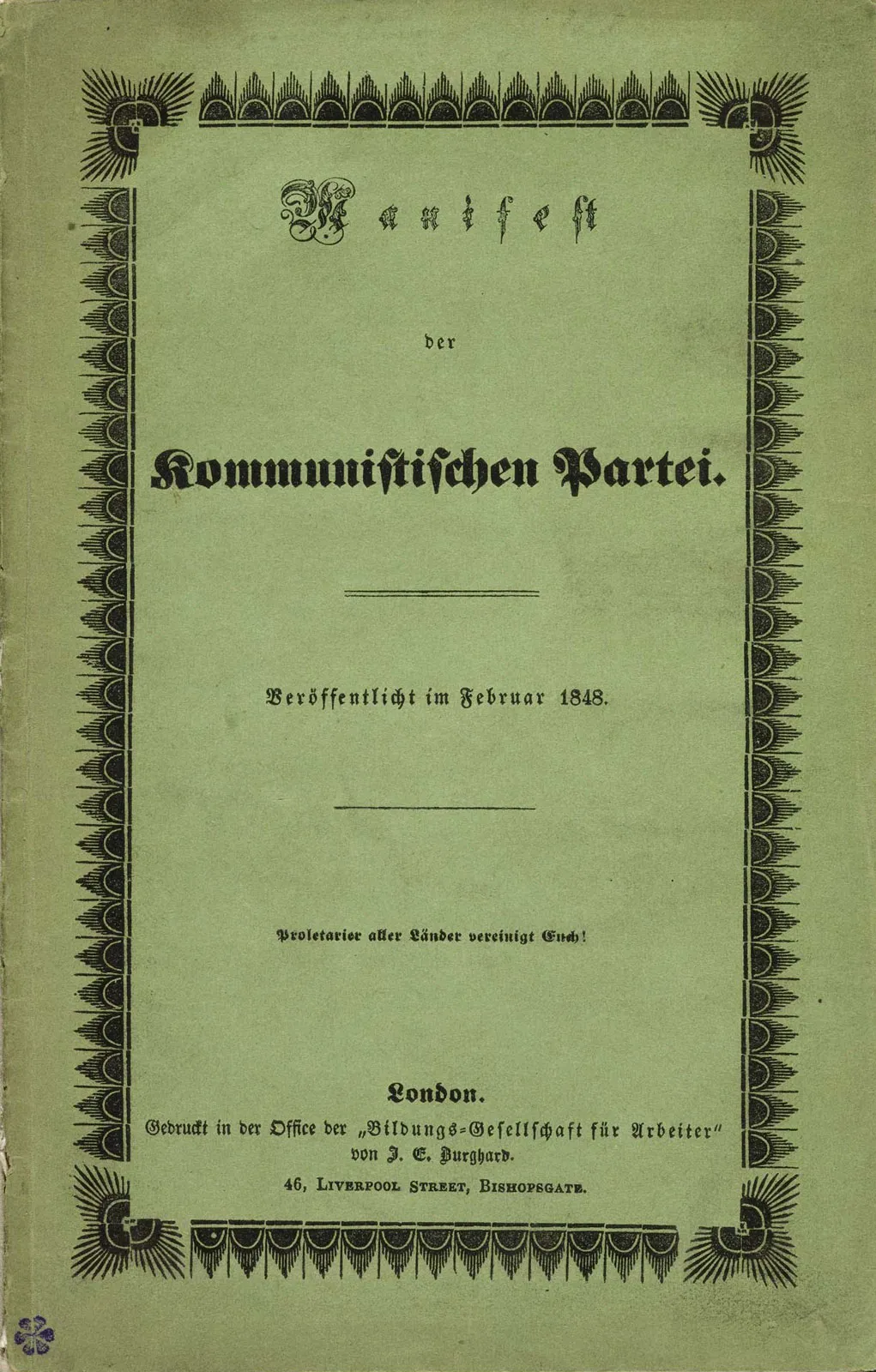
Primera edición del Manifiesto del Partido Comunista.

El concepto de clase social no fue inventado por Karl Marx, sino por los fundadores de la economía política (Adam Smith…), los fundadores de la tradición de la historia política francesa (Alexis de Tocqueville), y de la historia de la revolución francesa (Guizot, Mignet, Thierry). Para los teóricos ingleses, los criterios de identidad de una clase social, se encuentran en el origen de los ingresos: los tipos de ingresos, la renta de la tierra, las ganancias y los salarios. Estos tres grupos son los principales para la nación: terratenientes, trabajadores y empresarios.
Entre los pensadores franceses, el término de “clase” es un término político. Por ejemplo para autores como Tocqueville, existen diferencias entre clases cuando los diversos grupos sociales compiten por el control de la sociedad. Marx señaló su contribución a la comprensión de las clases sociales:

Ahora, para mí, que no soy yo quien merece el mérito por el descubrimiento de la existencia de las clases en la sociedad moderna, al igual que de la lucha que se dedica a ella. Los historiadores burgueses habían puesto delante de mí, el desarrollo histórico de esta lucha de clases y, algunos economistas burgueses me describieron la anatomía económica. Lo que yo aporto es: la demostración de que la existencia de las clases sociales sólo va unida a las fases históricas a través del desarrollo de la producción, que la lucha de clases conduce, necesariamente, a la dictadura del proletariado y que esta misma dictadura no representa sino una transición hacia la abolición de todas las clases y hacia una sociedad sin clases.
Carta de Marx a J. Weydemeyer. 5 de marzo de 1852.

Para Marx, las clases sociales son parte de la realidad social. Las luchas de estas clases sociales, señalan el cambio social como un fenómeno duradero. Estas clases son el resultado de un mecanismo de división del trabajo, que se desarrolló al mismo tiempo que la privatización de los medios de producción. Las clases sociales surgen cuando la diferenciación de las tareas y las funciones dejan de ser cosa del azar para convertirse en una herencia. Hay una tendencia hacia la polarización entre las dos clases más antagónicas entre sí. Este antagonismo es la base de toda transformación que afecte al funcionamiento de la organización social y que modifique el curso de la historia. Para Marx, el proceso de producción capitalista crea dos posiciones: la de los explotadores (empresarios) y los explotados (trabajadores). Los comportamientos individualistas y colectivos se explican a través de estas posiciones en la reproducción de un sistema. El conflicto de clase es un rasgo cultural de la sociedad. Estos conflictos son el motor de los grandes cambios sociales. Marx se interesa por los cambios endógenos, es decir, aquellos que nacen del funcionamiento de la sociedad. La posición del individuo en las relaciones de producción (trabajador o explotador) es, según él, el elemento que permite la definición de la clase.
Los marxistas consideran que la sociedad capitalista se divide en clases sociales, de las que toman en consideración principalmente dos:
- La clase trabajadora o proletariado: Marx definió a esta clase como «los individuos que venden su mano de obra y no poseen los medios de producción»,[55] a quienes consideraba responsables de crear la riqueza de una sociedad (edificios, puentes y mobiliario, por ejemplo, son construidos físicamente por miembros de esta clase; también los servicios son prestados por asalariados). Engels señala que el proletariado nació a raíz de la revolución industrial por la segunda mitad del siglo XVIII en Inglaterra y se repitió luego en todos los países civilizados del mundo.[56]
- La burguesía: quienes «poseen los medios de producción» y emplean al proletariado. Constituyen la clase mercantil por excelencia: su riqueza proviene de la administración intelectual de los negocios. Se apropian del excedente económico de toda la sociedad por el mecanismo de la plusvalía, capaz de confiscar de forma no coercitiva (mercantil, racional) el valor trabajo, pilar de todo valor y riqueza.

Existen otras clases que integran aspectos de las dos principales, o que estando asociadas a alguna, manifiestan nuevos rasgos propios particulares.
- El lumpenproletariado: los que viven en pobreza extrema y no pueden hallar trabajo con regularidad. Abarca desde la amplia masa de indigentes desocupados y/o con trabajos precarios, hasta sectores en extremo marginales como las prostitutas y los soldados del crimen organizado, etc.
- La pequeña burguesía: forma parte del pueblo trabajador, pero en menor o mayor medida su trabajo crea capital y encuentra en él su sostén, aunque en niveles de acumulación siempre muy inferiores al de la gran burguesía. Este capital genera los más diversos segmentos sociales, según sea principalmente intelectual (profesionales), o mercantil (pequeños comerciantes), o inmobiliario (pequeños y medianos campesinos, rentistas urbanos) o financiero (pequeños especuladores) o directamente industrial (pequeños empresarios).

Algunos autores destacan la distinción en la obra de Marx entre clase en sí y clase para sí. La primera refiere a la existencia de una clase como tal y la segunda a los individuos que conforman dicha clase en tanto consciente de su posición y situación histórica. Analizando la situación de Gran Bretaña en los años 1840, Marx señala: 

En principio, las condiciones económicas habían transformado la masa del país en trabajadores. La dominación del capital ha creado en esta masa una situación común, intereses comunes. Así, esta masa viene a ser ya una clase frente al capital, pero todavía no para sí misma. En la lucha, de la cual hemos señalado algunas fases, esta masa se reúne, constituyéndose en clase para sí misma. Los intereses que defienden llegan a ser intereses de clase.
Marx, Karl; La miseria de la filosofía, pág. 257. Ed. Júcar.

Marx considera que, para que no haya una clase social, debe haber una conciencia de clase: la conciencia de tener un lugar común en la sociedad. Marx señaló que no basta con que muchos hombres estén del lado de un solo plan económico para que se forme el espíritu de clase. La conciencia de clase denota la conciencia, de sí misma y del mundo social, que posee una clase social y su capacidad para actuar racionalmente en su mejor interés, por lo tanto, se requiere conciencia de clase antes de que pueda efectuar una revolución exitosa y, por lo tanto, la dictadura del proletariado.
Según el análisis marxista, la clase social dominante organiza la sociedad mediante la protección de sus mejores privilegios. Para ello, se instaura el Estado, instrumento político de dominación: “policía y ejército responsable de mantener la seguridad y el orden público, el orden “burgués”. Marx también habla de "la ideología dominante". En cualquier sociedad, hay ideas, creencias y valores que dominan la vida social y cultural. Estas ideas dominantes son producidas por la clase dominante, es decir, la burguesía. Por lo tanto, estas ideas expresan la opinión de estas clases, es decir, la justifican y se esfuerzan en perpetuarse. Estas ideas penetran la mente, y a menudo funcionan como una visión del mundo en contra de sus intereses reales.

### Lucha de clases y modos de producción
Engels compartió las suposiciones básicas con Marx de que la historia de la humanidad es una "historia de luchas de clases" y que su curso está determinado en gran medida por las condiciones económicas. Engels dice que esta fórmula se limita a la historia escrita. No obstante Marx no "inventó" el concepto de la lucha de clases. En realidad, la lucha de clases se ha teorizado mucho antes que él, por historiadores de la restauración, como François Guizot y Augustin Thierry. La contribución fundamental de Marx en este concepto es haber demostrado que la lucha de clases no se extingue en la Revolución Francesa, sino que se prolonga en oposición burguesía / trabajadores en la de era capitalista.
En Anti-Dühring y en sus últimos escritos, Engels elaboró aún más los conceptos de filosofía de la historia. La visión de Engels de la historia se caracteriza por un optimismo fundamental. Al igual que Hegel, no entiende la historia humana como una "intrincada confusión de violencias sin sentido",  sino como un proceso de desarrollo, cuya ley interna se puede percibir a través de todas las coincidencias aparentes.
Por lo tanto, Marx toma prestado de los economistas clásicos la idea implícita de clases como un factor de producción, la historia de las clases y el conflicto como productor de la historia. A todas estas teorías, Marx aporta el concepto del estado de la clase social como su lucha intrínseca: sin lucha no hay clases. Las clases sociales se consiguen con las luchas perpetuas históricamente determinadas. Cada etapa de la sociedad que se ha dado a lo largo de la historia se puede caracterizar a través de un modo de producción diferente.
Un modo de producción se basa en el conjunto formado por las fuerzas productivas y las relaciones sociales de producción que se dan en la sociedad. En cada una de las etapas de la evolución, el modo de producción demuestra un estado de la sociedad. Este es tomado como algo social, ya que sin fuerzas productivas, no puede haber ninguna duda sobre la falta de producción. Dichas fuerzas productivas son: los instrumentos de la producción, la fuerza de trabajo de los hombres, los objetos de trabajo, los conocimientos y las técnicas, la organización… Con motivo de todas estas actividades de producción y a través de ellas, los hombres entran en las relaciones sociales. El modelo de producción no puede ser reducido a un simple aspecto técnico, ya que es uno de los conceptos más importantes para Marx.
Marx consideró los conflictos de clase como la fuerza impulsora de la historia humana, ya que estos conflictos recurrentes se han manifestado como distintas etapas de transición de desarrollo en Europa occidental. En consecuencia, Marx designó la historia humana como que abarca cuatro etapas de desarrollo en los modos de producción:
1. Comunismo primitivo: como en las sociedades tribales cooperativas.
2. Sociedad esclavista: un desarrollo de tribal a ciudad-estado; nace la aristocracia.
3. Feudalismo: los aristócratas son la clase dominante; los comerciantes evolucionan a capitalistas.
4. Capitalismo: los capitalistas son la clase dominante, que crean y emplean al proletariado.
5. Comunismo: sociedad sin dinero, estado, propiedad privada y clases sociales.

### Comunismo, socialismo y dictadura del proletariado
Marx forma parte de un pensamiento dialéctico, en contraposición al mecanicismo que está presente en el materialismo anterior, ve la convivencia entre clases, como un papel determinante en el desarrollo de la historia. A través de esta visión, el proletariado se transforma en una clase en sí y para sí, se vuelve consciente de sus intereses de clases, que son: socializar los medios de producción (socialismo) con el fin de maximizar las fuerzas productivas, la extinción de las diferentes clases sociales y la existencia de un estado político (comunismo). La historia sigue siendo la suma de las contingencias sujetas a los vaivenes de las luchas sociales de clases. La historia no es una evolución lineal entre los modos de producción, sino que es una transformación dialéctica de tomar conciencia de clases que experimentan fluctuaciones de lucha de clases en determinados momentos de la historia. En este desarrollo, las fuerzas productivas son cada vez más contradictorias con respecto a las relaciones sociales de producción, ya que no evolucionan al mismo ritmo. Más allá de un cierto nivel de producción, los sistemas sociales se bloquean. Una época de revolución social que comienza a funcionar, permite eliminar las viejas relaciones de producción para dar paso al desarrollo de relaciones más coherentes al nivel alcanzando por las fuerzas productivas.
La democracia burguesa se ejerce como una dictadura de la burguesía sobre el proletariado, donde los intereses de estos últimos se oponen a los de la propiedad privada. Por el contrario, la dictadura del proletariado, es la dictadura de la clase más numerosa que no busca sostener su situación de dominio sino hacer desaparecer los antagonismos de clase. Solo en la sociedad comunista, cuando se haya roto cuando hayan desaparecido los capitalistas y no haya clases sociales, solo entonces "desaparecerá el Estado y podrá hablarse de libertad". El comunismo constituye pues el estado de la sociedad sin divisiones de clase y por lo tanto, sin lucha de clases. En Las luchas de clases en Francia de 1848 a 1850, Marx expresó que "la emancipación del proletariado es la abolición del crédito burgués, pues significa la abolición de la producción burguesa y de su orden."

En efecto, a partir del momento en que comienza a dividirse el trabajo, cada cual se mueve en un determinado círculo exclusivo de actividades, que le viene impuesto y del que no puede salirse; el hombre es cazador, pescador, pastor o crítico crítico, y no tiene más remedio que seguirlo siendo, si no quiere verse privado de los medios de vida; al paso que en la sociedad comunista, donde cada individuo no tiene acotado un círculo exclusivo de actividades, sino que puede desarrollar sus aptitudes en la rama que mejor le parezca, la sociedad se encarga de regular la producción general, con lo que hace cabalmente posible que yo pueda dedicarme hoy a esto y mañana a aquello, que pueda por la mañana cazar, por la tarde pescar y por la noche apacentar el ganado, y después de comer, si me place, dedicarme a criticar, sin necesidad de ser exclusivamente cazador, pescador, pastor o crítico, según los casos.
K. Marx y F. Engels (1845) La ideología alemana, Capítulo 1, Parte II, 4. La división social del trabajo y sus consecuencias: la propiedad privada, el Estado, la «enajenación» de la actividad social

Algunos revolucionarios como Aleksandr Herzen, Dmitri Písarev, Nikolái Chernyshevski, y sobre todo, Karl Marx y Friedrich Engels, criticaron duramente al comunismo igualitario:

Este comunismo, al negar por completo la personalidad del hombre, es justamente la expresión lógica de la propiedad privada, que es esta negación. La envidia general y constituida en poder no es sino la forma escondida en que la codicia se establece y, simplemente, se satisface de otra manera.
Manuscritos económicos y filosóficos, Tercer Manuscrito (1844), K. Marx.

Las aportaciones de los socialistas utópicos de Henri de Saint-Simon, Charles Fourier y Robert Owen fueron positivamente valoradas por Marx y Engels, no obstante también fueron criticados duramente por ser poco realistas:

Estas descripciones fantásticas de la sociedad del mañana brotan en una época en que el proletariado no ha alcanzado aún la madurez, en que, por tanto, se forja todavía una serie de ideas fantásticas acerca de su destino y posición, dejándose llevar por los primeros impulsos, puramente intuitivos, de transformar radicalmente la sociedad.
Manifiesto comunista, Literatura socialista y comunista (1848), K. Marx y F. Engels,

El modo de producción comunista de Marx está dividido en dos fases, cuya realización estaría en manos del proletariado organizada bajo la dirección de un partido comunista revolucionario, y que desaparecería en tanto clase durante la realización del mismo. Para Marx y Engels, la clase obrera industrial es la única que, por su imposibilidad de una adquisición privada, puede superar mediante la síntesis comunista la contradicción sin salida de la socialización estatal: es la negación comunista de la sociedad porque no puede transformarse en nueva clase explotadora, es la negación comunista del Estado porque solo transformándose ella misma en poder público puede superar su carácter asalariado remanente de la sociedad burguesa, y es la negación comunista de la propiedad porque solo distribuyendo de acuerdo a las necesidades y las capacidades puede adquirir los frutos de los medios de producción. En la Crítica del programa de Gotha se diferencia entre una etapa comunista previa en donde el individuo compraría bienes con vales de trabajo, de una etapa superior, en la que cada persona contribuirá según sus capacidades y recibirá acorde a sus necesidades. No fue sino hasta la Revolución Bolchevique que el término socialismo llegó a referirse a la etapa previa del comunismo.

## Concepción marxista de ideología

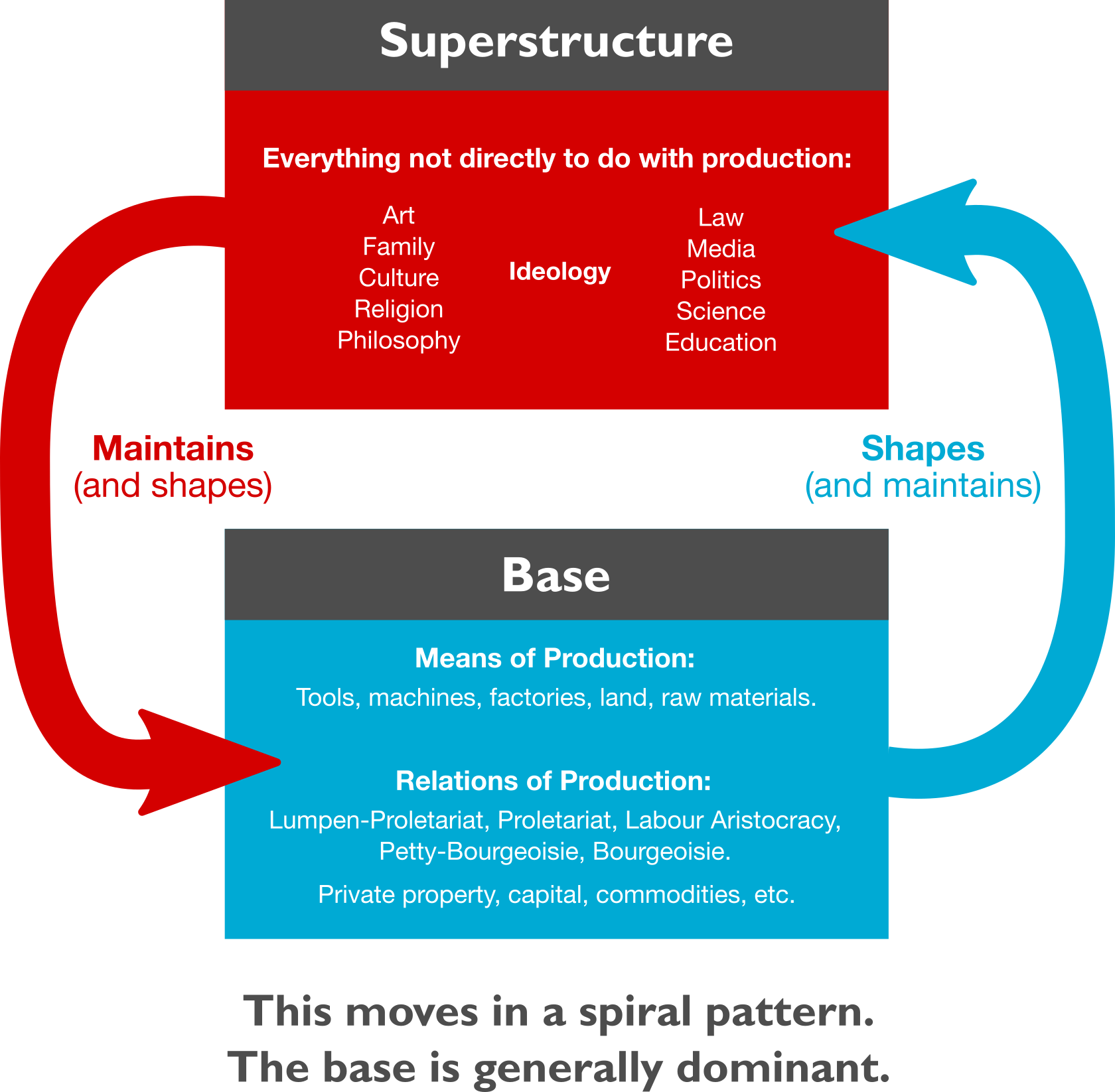
Esquema de la distinción entre infraestructura y superestructura.

El papel de la ideología, según esa concepción marxista de la historia, es actuar de lubricante para mantener fluidas las relaciones sociales, proporcionando el mínimo consenso social necesario mediante la justificación del predominio de las clases dominantes y del poder político. Tal como el materialismo histórico define el concepto, la "ideología" forma parte de la superestructura (en alemán: Überbau) , determinada por las condiciones materiales de las relaciones de producción o estructura (en alemán: Basis) económica y social y el reflejo que produce es denominado "falsa conciencia". Como el sofista Trasímaco, Marx dijo que "las ideas de la clase dominante son las ideas dominantes en cada época".

«No es la conciencia del hombre la que determina su ser, sino, por el contrario, el ser social es lo que determina su conciencia».
K. Marx (1859) Una contribución a la crítica de la economía política, I.

Engels explica que "las verdaderas fuerzas propulsoras que lo mueven, permanecen ignoradas para el ideólogo”. Sus ideas le parecen al ideólogo "como creación, sin buscar otra fuente más alejada e independiente del pensamiento; para él, esto es la evidencia misma, puesto que para él todos los actos, en cuanto les sirva de mediador el pensamiento, tienen también en éste su fundamento último". Estos impulsores incluyen tanto intereses subjetivos oscuros como la constelación económica objetiva. Por otro lado, Engels también criticó las posiciones economicistas que niegan cualquier papel de la superestructura. Por ejemplo, en el medievo "la ideología era la instancia dominante (religión) pero la economía seguía siendo la instancia determinante". Solo en el capitalismo "la instancia dominante y la determinante coinciden".

El fundamento de esto es la concepción corriente, no dialéctica de causa y efecto como polos opuestos rígidos, desatendiendo totalmente a su interacción; esos señores olvidan con frecuencia y casi deliberadamente que una vez que un elemento histórico ha sido traído al mundo por otros elementos, en última instancia por hechos económicos, reactúa también a su vez y puede reactuar sobre su medio e incluso sobre sus propias causas.
Carta de Engels a Franz Mehring; 14 de julio de 1893.

De la inadecuación de la ideología dominante a nuevas condiciones surgen ideologías alternativas que entran en competencia con ella, produce una crisis ideológica. Marx creía que las ideas dominantes son "falsas" porque reflejan los intereses económicos y preferencias de la clase dominante. Esta crítica ha contribuido a una desconfianza académica hacia nociones como de "objetividad", "neutralidad", "universalidad" y semejantes.

[D]icho en otros términos, la clase que ejerce el poder material dominante en la sociedad es, al mismo tiempo, su poder espiritual dominante. [...] Las ideas dominantes no son otra cosa que la expresión ideal de las relaciones materiales dominantes, las mismas relaciones materiales dominantes concebidas como ideas; por tanto, las relaciones que hacen de una determinada clase la clase dominante, o sea, las ideas de su dominación. [...]

La división del trabajo [...] se manifiesta también en el seno de la clase dominante como división del trabajo espiritual y material, de tal modo que una parte de esta clase se revela como la que da sus pensadores (los ideólogos conceptivos activos de dicha clase, que hacen del crear la ilusión de esta clase acerca de sí mismo su rama de alimentación fundamental), mientras que los demás adoptan ante estas ideas e ilusiones una actitud más bien pasiva y receptiva, ya que son en realidad los miembros activos de esta clase y disponen de poco tiempo para formarse ilusiones e ideas acerca de sí mismos. [...] La existencia de ideas revolucionarias en una determinada época presupone ya la existencia de una clase revolucionaria [...] como representante de toda la sociedad, como toda la masa de la sociedad, frente a la clase única, a la clase dominante.
K. Marx y F. Engels (1845) La ideología alemana, Capítulo 1, Parte III, 1. La clase dominante y la conciencia dominante. Cómo se ha formado la concepción hegeliana de la dominación del espíritu en la historia.

Para Antonio Gramsci, una de las funciones más importantes del Estado es elevar a la población a un determinado nivel cultural y moral, que contribuya al desarrollo de las fuerzas productivas y por tanto a las clases dominantes. La escuela como función educativa positiva y la policía y los tribunales como función educativa negativa y represiva forman, junto a otras organizaciones de carácter privado, el aparato para la hegemonía política del Estado.

### La moral en el marxismo
Marx no se ocupó directamente de las cuestiones éticas. Su concepción materialista de la historia considera la moral como producto de la base económica de la sociedad. Engels dedicó más tiempo analizando la moralidad en su obra Anti-Dühring. En ella señala que la moral siempre fue "una moral de clase; o bien justificaba el dominio y los intereses de la clase dominante, o bien, en cuanto que la clase oprimida se hizo lo suficientemente fuerte, representó la irritación de los oprimidos contra aquel dominio y los intereses de dichos oprimidos, orientados al futuro”, rechazando así cualquier ética dogmática basada en leyes eternas o inmutables.

Todo lo tuyo tienes que hacerlo venal, es decir, útil. Si pregunto al economista. ¿obedezco a las leyes económicas si consigo dinero de la entrega, de la prostitución de mi cuerpo al placer ajeno? (Los obreros fabriles en Francia llaman a la prostitución de sus hijas y esposas la enésima hora de trabajo, lo cual es literalmente cierto.) ¿No actúo de modo económico al vender a mi amigo a los marroquíes? (y el tráfico de seres humanos como comercio de conscriptos, etc., tiene lugar en todos los países civilizados), el economista me contestará: no operas en contra de mis leyes, pero mira lo que dicen la señora Moral y la señora Religión; mi Moral y mi Religión económica no tienen nada que reprocharte. Pero ¿a quién tengo que creer ahora, a la Economía Política o a la moral? La moral de la Economía Política es el lucro, el trabajo y el ahorro, la sobriedad; pero la Economía Política me promete satisfacer mis necesidades. La Economía Política de la moral es la riqueza con buena conciencia, con virtud, etc. Pero ¿cómo puedo ser virtuoso si no soy? ¿Cómo puedo tener buena conciencia si no tengo conciencia de nada? El hecho de que cada esfera me mida con una medida distinta y opuesta a las demás, con una medida la moral, con otra distinta la Economía Política, se basa en la esencia de la enajenación, porque cada una de estas esferas es una determinada enajenación del hombre y (XVII) contempla un determinado circulo de la actividad esencial enajenada; cada una de ellas se relaciona de forma enajenada con la otra enajenación. [...] La relación de la Economía Política con la moral cuando no es arbitraria, ocasional, y por ello trivial y acientífica, cuando no es una apariencia engañosa, cuando se la considera como esencial, no puede ser sino la relación de las leyes económicas con la moral. [...] Por lo demás, también la oposición entre Economía Política y moral es sólo una apariencia y no tal oposición. La Economía Política se limita a expresar a su manera las leyes morales.
Karl Marx (1844) Manuscritos económicos y filosóficos, Tercer Manuscritos: III. Requisitos humanos y división del trabajo bajo el dominio de la propiedad privada.

Pese a la clara antipatía de Marx hacia el modo de producción capitalista, no es correcto el uso de términos morales o éticos como bueno / malo o justo / injusto para describir el análisis marxista, pues para Marx el comunismo no es una descripción de cómo debería ser la sociedad, sino una predicción a consecuencia de las contradicciones del capitalismo. Además, Marx valoró las innovaciones del capitalismo frente al feudalismo y no dijo que el comunismo sería la forma más justa de sociedad.

Para nosotros, el comunismo no es un estado que debe implantarse, un ideal al que ha de sujetarse la realidad. Nosotros llamamos comunismo al movimiento real que anula y supera al estado de cosas actual. Las condiciones de este movimiento se desprenden de la premisa actualmente existente.
K. Marx y F. Engels (1845) La ideología alemana, Capítulo 1, Parte II, 5. Desarrollo de las fuerzas productivas como premisa material del comunismo

Según el Stanford Encyclopedia of Philosophy: "Marx se esfuerza por distanciarse de aquellos que se involucran en un discurso de justicia y hace un intento consciente de excluir el comentario moral directo en sus propias obras". La enciclopedia británica expresa que: "Marx fue a menudo retratado por sus seguidores como un científico más que como un moralista". De hecho, Engels acuñó el uso de socialismo científico para diferenciar el marxismo de las corrientes socialistas anteriores, englobadas bajo el término socialismo utópico. Marx criticó a los socialistas utópicos (Robert Owen, Saint-Simon, Charles Fourier y Étienne Cabet), argumentando que sus comunidades socialistas de pequeña escala favorecidas estarían abocadas a la marginación y la pobreza y que solo un cambio a gran escala en el sistema económico puede producir un cambio real. También se emplea el término socialismo marxista para referirse a las ideas y propuestas específicas del marxismo dentro del marco del socialismo.
No obstante, autores posteriores a Marx han discutido la visión moral de Marx extrayendo del marxismo implicaciones éticas. Por ejemplo, Marx toma el imperativo categórico de la ética kantiana, en el cual se expresa: «Obra de tal modo que uses a la humanidad, tanto en tu persona como en la persona de cualquier otro, siempre al mismo tiempo como fin y nunca simplemente como medio». Como señala Marx, en el capitalista no ve al proletariado como un fin en sí, sino como una mercancía (mano de obra o fuerza de trabajo). Los primeros escritos del joven Marx, parece que consideraba la libertad humana como el objetivo final que solo se consigue con la abolición de la propiedad privada. Engels afirma que “una moral verdaderamente humana, que esté por encima de las contraposiciones de clase, y por encima del recuerdo de ellas, no será posible en un estadio social que no sólo haya superado la contraposición de clases, sino que la haya además olvidado para la práctica de la vida”.
Manuel Fernández del Riesgo sugiere una ética marxista basada en el relativismo moral, rechazando así la moral de clase y justificando la violencia revolucionaria cuando esta sirve al propósito de producir un cambio en la infraestructura capaz de generar una sociedad nueva y humanizada y un nuevo tipo de relaciones sociales. El problema es que esta posición es que se topa con el problema del ser y el deber ser, viéndose como una ética emotivista, donde la afirmación "los obreros están siendo explotados" se convierte en una expresión de sentimiento emocional hacia el proletariado.

### Ideas sobre el crimen
Al entender Marx al derecho como fruto del poder de las clases dominantes, es decir los burgueses dueños de los medios de producción, entiende que estos definen de manera arbitraria, lo legal e ilegal, castigando todo tipo de conductas que atenten contra sus intereses, así para Marx el crimen "no es algo objetivo propio de la necesidad sino, la mera definición burguesa de acciones que atentan contra la propiedad o el sistema económico."
De esta manera el mismo Marx sostiene que "las violaciones de la ley son generalmente el estallido de factores económicos que están fuera del control del legislador, pero, como lo testimonia el funcionamiento de la ley sobre delincuentes juveniles, depende en cierta medida de la sociedad oficial el catalogar ciertas violaciones de sus reglas como crímenes y otras como meras faltas. Esta diferencia de nomenclatura, lejos de ser indiferente, decide el destino de miles de hombres, y el tono moral de la sociedad. La ley misma puede no sólo castigar el delito, sino también improvisarlo."
El pensamiento de Marx sobre la criminalidad influirá directamente a Steven Spitzer y su pretensión de fundar una teoría marxista de la desviación, actualmente parte de la denominada criminología crítica.

## Teoría marxista de la alienación
La teoría marxista de la alienación (en alemán: Entfremdung) es la interpretación antropológica del concepto psicológico y sociológico de alienación. Dicha interpretación considera que el trabajador, desde el punto de vista capitalista, no es una persona en sí misma sino una mercancía —llamada fuerza de trabajo— que puede representarse en su equivalente dinerario, es decir, el trabajador es una determinada cantidad de dinero utilizable, como mano de obra, para la multiplicación del mismo. La "Enciclopedia de Marxists Internet Archive" define la alienación como «el proceso por el cual las personas se vuelven ajenas al mundo en el que viven».
Karl Marx, quien fue fuertemente influido por el filósofo griego Epicuro al tomar un tema revelador para su tesis doctoral: Diferencia entre la filosofía de la naturaleza de Demócrito y la de Epicuro. Toma el término y lo aplica al materialismo; en concreto a la explotación del proletariado y a las relaciones de propiedad privada. En su enfoque, denominó alienación a las distorsiones que causaba la estructura de la sociedad capitalista en la naturaleza humana. Aunque era el actor el que padecía la alienación en la sociedad capitalista, Marx centró su análisis en las estructuras del capitalismo que causaban tal alienación. 
En los Manuscritos económicos y filosóficos de 1844, Marx expresó la teoría Entfremdung, del alejamiento del yo. Filosóficamente, la teoría de Entfremdung se basa en La esencia del cristianismo (1841) de Ludwig Feuerbach, que afirma que la idea de un dios sobrenatural ha enajenado las características naturales del ser humano. Además, Max Stirner amplió el análisis de Feuerbach en El único y su propiedad (1845) de que incluso la idea de "humanidad" es un concepto alienante para que los individuos lo consideren intelectualmente en toda su implicación filosófica. Marx y Friedrich Engels respondieron a estas proposiciones filosóficas en La ideología alemana (1845).
La base teórica de la alienación dentro del modo de producción capitalista es que el trabajador pierde invariablemente la capacidad de determinar la vida y el destino cuando se le priva del derecho a pensar (concebirse) a sí mismo como el director de sus propias acciones; determinar el carácter de dichas acciones; para definir relaciones con otras personas; y poseer esos artículos de valor de bienes y servicios, producidos por su propio trabajo. Si bien el trabajador es un ser humano autónomo y autorrealizado, como entidad económica este trabajador está dirigido a metas y desviado a actividades que son dictadas por la burguesía –dueña de los medios de producción– para extraer del trabajador la máxima cantidad de plusvalía en el curso de la competencia empresarial entre industriales. 
El concepto marxista de alienación incluye cuatro componentes:

Hemos considerado el acto de la enajenación de la actividad humana práctica, del trabajo, en dos aspectos: 
1. la relación del trabajador con el producto del trabajo como con un objeto ajeno y que lo domina. Esta relación es, al mismo tiempo, la relación con el mundo exterior sensible, con los objetos naturales, como con un mundo extraño para él y que se le enfrenta con hostilidad;
2. la relación del trabajo con el acto de la producción dentro del trabajo. Esta relación es la relación del trabajador con su propia actividad, como con una actividad extraña, que no le pertenece.

[...]
El trabajo enajenado, por tanto:
3. Hace del ser genérico del hombre, tanto de la naturaleza como de sus facultades espirituales genéricas, un ser ajeno para él, un medio de existencia individual. Hace extraños al hombre su propio cuerpo, la naturaleza fuera de él, su esencia espiritual, su esencia humana.
4. Una consecuencia inmediata del hecho de estar enajenado el hombre del producto de su trabajo, de su actividad vital, de su ser genérico, es la enajenación del hombre respecto del hombre. Si el hombre se enfrenta consigo mismo, se enfrenta también al otro. Lo que es válido respecto de la relación del hombre con su trabajo, con el producto de su trabajo y consigo mismo, vale también para la relación del hombre con el otro y con trabajo y el producto del trabajo del otro.
Karl Marx (1844) Manuscritos económicos y filosóficos, Primer Manuscrito: IV. El trabajo enajenado

### Antropología marxista y teoría del trabajo
A través de su análisis del ser genérico y el ser social Marx procura avanzar en una descripción de la naturaleza humana. En la visión antropológica marxista, la característica principal que diferencia a los hombres de los animales, en lugar de otras cualidades como la razón, es la transformación de la naturaleza o el trabajo.
Los humanos reconocen que poseen un yo real y potencial. Tanto para Marx como para Hegel, el autodesarrollo comienza con una experiencia de la alienación derivada de este reconocimiento, seguida de la comprensión de que el yo real, como agente subjetivo, convierte a su contraparte potencial en un objeto a aprehender. Marx sostiene además que al moldear la naturaleza de las formas deseadas el sujeto toma el objeto como propio y, por lo tanto, permite que el individuo se actualice como plenamente humano. Para Marx, la naturaleza humana - Gattungswesen - existe en función del trabajo humano.
Fundamental para la idea de Marx del trabajo significativo es la proposición de que para que un sujeto llegue a un acuerdo con su objeto alienado, primero debe ejercer influencia sobre los objetos materiales literales en el mundo del sujeto. Marx reconoce que Hegel "capta la naturaleza del trabajo y comprende al hombre objetivo, auténtico porque actual, como resultado de su propio trabajo",  pero caracteriza el autodesarrollo hegeliano como indebidamente "espiritual" y abstracto. Marx se aparta así de Hegel al insistir en que "el hecho de que el hombre sea un ser corpóreo, actual, sensible y objetivo con capacidades naturales significa que tiene objetos reales y sensuales para su naturaleza como objetos de su expresión de vida, o que sólo puede expresar su vida en objetos sensuales reales". En consecuencia, Marx revisa hegeliana "trabajo" en "material de trabajo " y en el contexto de la capacidad humana para transformar la naturaleza del término "fuerza de trabajo".
Debido a ello, es importante conocer quién y cómo controla las condiciones laborales. En el comunismo primitivo, el trabajo, los medios de producción y los frutos del trabajo pertenecen al colectivo, no habiendo explotación. El capitalismo despoja al hombre del producto de su trabajo, perdiendo así la acción de realizar su "potencial" humano.

La extensión de la maquinaria y la división del trabajo quitan a éste, en el régimen proletario actual, todo carácter autónomo, toda libre iniciativa y todo encanto para el obrero. El trabajador se convierte en un simple resorte de la máquina, del que sólo se exige una operación mecánica, monótona, de fácil aprendizaje.
K. Marx y F. Engels (1848) Manifiesto comunista, Burgueses y proletarios

La razón por la que Marx se dio cuenta de que esta actividad es totalmente aristotélica (ya que comienza por la representación de un fin), fue mostrando por lo que el fin es un mismo principio. El trabajo es principalmente una representación comprensiva que comprende la finalidad del objeto y difiere a este respecto al caso de los animales. El producto del trabajo humano debe existir en la representación ideal del trabajador, es decir, el trabajo deseado es un objeto que cumple perfectamente una de las funciones de la vida humana.  En el capítulo VII de El capital, Marx toma el esquema aristotélico en el que, es el trabajador el que está subordinado al mismo fin que el mismo da. El trabajo es tal, que el individuo se identifica y se reconoce con lo que hace: al realizar el trabajo, el hombre también lleva a cabo su propio poder, su poder de conceptualización y puede mejorar, por lo tanto, su capacidad de producción. La Inteligencia, puesto que es relevada a través de la realización del trabajo, en tanto que el hombre actualice en su trabajo las facultades que le son propias, será conducido a un proceso de identificación: en el producto del trabajo, el individuo una parte de su identidad.
Como el trabajo participa en la identidad de la persona, podemos decir que, el trabajo no es solamente tener (la producción), pero igualmente debe de ser una dimensión ontológica adecuada al trabajo.
Por eso Marx acusa al modelo de producción industrial capitalista de alienar a los trabajadores. En efecto, el trabajador ya no se encuentra en este caso, en el de la representación comprensiva, ya que se ignora el producto final y por lo tanto, la razón de su actividad. La cuestión relativa a la identidad es entonces anulada porque el único problema es el de la remuneración. Lo humano se convierte en animal, revelando un reflejo del automatismo mecánico (véase la película "Tiempos modernos" de Charlie Chaplin). En este sentido, se puede entender la abolición de la esclavitud, no como una cuestión ética, sino más bien como un cuestión de interés económico, ya que cuesta más mantener a la gente en la servidumbre bajo el marco de la esclavitud que en el del trabajo bajo marco del asalariado (véase la película “Queimada” de Gillo Pontecorvo con Marlon Brando).
La transición del socialismo al comunismo implica un trabajo altamente productivo, capaz de asegurar la abundancia de los artículos de consumo. Solo entonces la sociedad podrá abolir la antigua estimación con arreglo a la cantidad y a la calidad del trabajo suministrado e inscribir en sus banderas: “De cada cual según sus capacidades, a cada cual según sus necesidades”. En la sociedad comunista, la cantidad de trabajo será evaluada directamente por el tiempo (las horas) empleado y no por medio del valor y de sus formas. Bajo el comunismo, el trabajo será la primera necesidad vital de los hombres y se convertirá en un goce en lugar de ser un pesado fardo. Para alcanzar esa finalidad, son indispensables cambios importantes en las condiciones del trabajo.

El trabajo comunista, en el más riguroso y estricto sentido de la palabra, es un trabajo gratuito en bien de la sociedad, un trabajo que es ejecutado no para cumplir un servicio determinado, no para recibir derecho a determinados productos, no por normas establecidas y fijadas de antemano, sino un trabajo voluntario, sin normas, hecho sin tener en cuenta recompensa alguna, sin poner condiciones sobre la remuneración, un trabajo realizado por hábito de trabajar en bien de la sociedad y por la actitud consciente (transformada en hábito) frente a la necesidad de trabajar para el bien común; en una palabra, un trabajo como exigencia del organismo sano.
 Lenin (1920) De la destrucción de un régimen secular a la creación de otro nuevo

### Fetichismo de la mercancía
La alienación es la transformación del trabajo propio de las personas en un poder que las gobierna como si fuera una especie de ley natural o suprahumana. El origen de la alienación es el fetichismo de la mercancía: la creencia de que las cosas inanimadas (productos básicos) tienen poderes humanos (es decir, valor) capaces de gobernar la actividad de los seres humanos. Marx toma la palabra “fetiche” por Kant, la cual fue acuñada y popularizada por Charles de Brosses en su libro de 1760 Du culte des dieux fétiches. Como una forma de reificación, el fetichismo de los productos básicos percibe el valor económico como algo que surge de los propios productos básicos, y no de las relaciones interpersonales que los producen.
La teoría del fetichismo de las mercancías se presenta en el primer capítulo de Das Kapital. En el mercado, los productos de cada productor individual aparecen en forma despersonalizada como ejemplos separados de un tipo de producto dado, independientemente de quién los produjo, o dónde, o en qué condiciones específicas, oscureciendo así las relaciones sociales de producción. Por lo tanto, en una sociedad capitalista, las relaciones sociales entre las personas (quién hace qué, quién trabaja para quién, el tiempo de producción de una mercancía, etc.) se perciben como relaciones sociales entre los objetos; dependiendo de la función social del intercambio, los objetos adquieren una determinada forma (por ejemplo, si la función es hacer posible el intercambio, el objeto adquiere valor; si su función es contratar a un trabajador, entonces el objeto se convierte en capital). El resultado es la apariencia de una relación directa entre las cosas y no entre las personas, lo cual significa que las cosas (en este caso, las mercancías) asumirían el papel subjetivo que corresponde a las personas (en este caso, los productores de mercancías) y las personas en se "cosifican" como mercancías  (mano de obra o fuerza de trabajo).
La forma definitiva de alienación social, eso ocurre cuando una persona ve su ser (uno mismo) como una mercancía que se puede comprar y vender, porque él o ella considera cada relación humana como una transacción comercial.

### Crítica marxista de la religión
El marxismo ha sido tradicionalmente opuesto a todas las religiones. Los textos marxistas donde se puede encontrar información sobre la concepción marxista de la religión son: La ideología alemana de Marx y Engels, y La filosofía como arma de la revolución de Louis Althusser. El fundamento filosófico del rechazo marxista de la religión ha estado vinculado al desarrollo del materialismo dialéctico. En cuanto a la alienación religiosa, Marx escribió al respecto, siguiendo a Ludwig Feuerbach, en la Crítica de la filosofía del derecho de Hegel que «el fundamento de la crítica irreligiosa es: el ser humano hace la religión; la religión no hace al hombre». Por su parte, Engels dijo de la religión lo siguiente en: 

Estas diversas ideas falsas acerca de la naturaleza, el carácter del hombre mismo, los espíritus, las fuerzas mágicas, etc., se basan siempre en factores económicos de aspecto negativo; el incipiente desarrollo económico del período prehistórico tiene, por complemento, y también en parte por condición, e incluso por causa, las falsas ideas acerca de la naturaleza.

Marx describe a la religión como un ente alienador, el cual le pone como meta alcanzar a Dios, situación imposible para un humano pues Dios es la esencia humana deificada, es decir: la humanidad le ha dado sus mejores características a Dios. La religión haría conformista al hombre y lo obligaría a no luchar en este mundo, pues este es solo un preludio del verdadero. La supresión de estas condiciones y la realización plena de la comunión humana se desvincula de la condición biológica, proyectándose «al cielo» como intervención divina en una parusía futura, particularmente en el especial caso del cristianismo, en vez de construirse políticamente mediante la abolición de la propiedad privada y la división del trabajo. De aquí la frase cuyo final se haría célebre:

La miseria religiosa es, por una parte la expresión de la miseria real y, por la otra, la protesta contra la miseria real. La religión es el suspiro de la criatura oprimida, el corazón de un mundo sin corazón, así como es el espíritu de una situación carente de espíritu. Es el opio del pueblo.

La referencia al opio se ha prestado a una interpretación vulgar ya que este no es –como suele suponerse– un estupefaciente ni tampoco un alucinógeno, sino un narcótico analgésico. Este equívoco del lector contemporáneo ha derivado en una confusión frecuente respecto de la sentencia marxista, según la cual parecería que Marx despreciaba la religión.

Feuerbach no ve, por tanto, que el "sentimiento religioso" es también un producto social y que el individuo abstracto que él analiza pertenece, en realidad, a una determinada forma de sociedad.
Karl Marx (1845) Tesis sobre Feuerbach. Tesis VII.

En Marx, la crítica de la religión no es una defensa del ateísmo, sino la crítica de la sociedad que hace necesaria a la religión. Pero la crítica teórica hacia cualquier religión se basa en que esta es concebida como el resultado de la producción de la superestructura de la sociedad, es decir, de la fabricación de ideologías que se hace una sociedad sobre sus propios modos de producción económicos. Como dice Engels en el Anti-Duhring:

Toda religión, sin embargo, es nada más que un reflejo fantástico en las mentes de los hombres de esas fuerzas externas que controlan su vida diaria, un reflejo en el que las fuerzas terrestres asumen la forma de fuerzas sobrenaturales.

Por su parte, Vladimir Lenin expresaba así en Actitud del partido obrero hacia la religión que «este aforismo de Marx es la piedra angular de toda la ideología marxista sobre religión. Todas las religiones e iglesias modernas y las organizaciones religiosas son consideradas por el marxismo como órganos de la burguesía reaccionaria, usados para preservar la explotación y la estupefacción de la clase trabajadora». Lenin dijo «cada idea religiosa y cada idea de Dios es vileza indescriptible [...] del tipo más peligroso, 'contagio' de la clase más abominable. Millones de pecados, acciones asquerosas, actos de violencia y contagios biológicos [...] son por lejos menos peligrosos que la sutil y espiritual idea de Dios ataviado de los más inteligentes disfraces ideológicos».
Así, la religión siempre es una concepción de ideas políticas que tienden a reafirmar la estructura económica existente. Esto revela el porqué de la referencia a un opiáceo: la religión no se considera una forma de degradación intelectual ni tampoco una mera ilusión generada por las clases dominantes (interpretación no marxista que suprimiría la idea que este tenía de la ideología, esto es, la ilusión de universalidad dentro de cada clase), sino que la religión es, por el contrario, el anestésico necesario de la sociedad entera frente a la alienación social y de las clases oprimidas frente a sus condiciones materiales de existencia.

Desde el marxismo, la religión es vista como una realidad social e histórica y es una de las tantas formas ideológicas en cuanto, producción de ideas, conciencia, representaciones, y en este caso específico, de producción espiritual de los pueblos. Todas estas producciones obedecen a la producción que surge de lo material y las consecuentes relaciones sociales. En este sentido, como religión, el catolicismo, dependiendo las circunstancias históricas, asume un rol fundamental en la sociedad.

Mientras que la revolución francesa declaró la diosa razón como ser supremo, Marx expresó que «la crítica de la religión desemboca en la doctrina de que el ser humano es el ser supremo para el ser humano», es decir, que el ser humano mismo es "el criterio" de la crítica filosófica, al que llama su imperativo categórico. Como consecuencia, hay que «echar por tierra todas las relaciones en que el ser humano sea un ser humillado, sojuzgado, abandonado y despreciable», de manera que para Marx "la meta es transformar la humanidad del ser humano en el criterio central para el propio ser humano" y, por tanto, la “emancipación humana". En una entrevista del Chicago Tribune en 1879, Marx declaró “que las medidas violentas contra la religión son una tontería" pero "a medida que crece el socialismo, la religión desaparecerá" mediante "el desarrollo social, en el que la educación debe jugar un papel”.
Sin embargo, existen comunistas cristianos que se distinguen del comunismo marxista, basando en cambio su comunismo directamente en la religión y recogiendo conclusiones sociales de algunas enseñanzas de los primeros apóstoles, por ejemplo:

32 Y la multitud de los que habían creído era de un corazón y un alma; y ninguno decía ser suyo propio nada de lo que poseía, sino que tenían todas las cosas en común. 33 Y con gran poder los apóstoles daban testimonio de la resurrección del Señor Jesús, y abundante gracia era sobre todos ellos. 34 Así que no había entre ellos ningún necesitado; porque todos los que poseían heredades o casas, las vendían, y traían el precio de lo vendido, 35 y lo ponían a los pies de los apóstoles; y se repartía a cada uno según su necesidad.
Hechos de los Apóstoles 4:32-35

Ambos Marx y Engels criticaron en el Manifiesto del Partido Comunista la forma del comunismo y socialismo cristiano como un "socialismo reaccionario" de tipo feudal, el cual no se preocupaban por los intereses del proletariado:

Por eso, en la práctica están siempre dispuestos a tomar parte en todas las violencias y represiones contra la clase obrera, y en la prosaica realidad se resignan, pese a todas las retóricas ampulosas, a recolectar también los huevos de oro y a trocar la nobleza, el amor y el honor caballerescos por el vil tráfico en lana, remolacha y aguardiente. Como los curas van siempre del brazo de los señores feudales, no es extraño que con este socialismo feudal venga a confluir el socialismo clerical. Nada más fácil que dar al ascetismo cristiano un barniz socialista. ¿No combatió también el cristianismo contra la propiedad privada, contra el matrimonio, contra el Estado? ¿No predicó frente a las instituciones la caridad y la limosna, el celibato y el castigo de la carne, la vida monástica y la Iglesia? El socialismo cristiano es el hisopazo con que el clérigo bendice el despecho del aristócrata.
K. Marx y F. Engels (1848) Manifiesto comunista, Literatura socialista y comunista

En cualquier caso, ha habido diversos teóricos que consideran que ser marxista y religioso es compatible. Dentro de ellos se puede señalar al irlandés James Connolly y a diversos autores dentro de la teología de la liberación como Camilo Torres y Leonardo Boff. La síntesis cristiano-marxista de los teólogos de la liberación replica que el marxismo no implica este aserto y que, de ser así, también las clases dominantes impregnadas de espíritu religioso serían conformistas respecto de su existencia material e incluso serían pasivas frente a un conflicto con otras clases sociales. Para estos, en cambio, la religión –y en particular la cristiana– siempre exige una lucha en este mundo en función de una comunidad religiosa: sea con o sin clases dependiendo de cómo se la entienda políticamente. Debe recordarse que para el catolicismo la resurrección es el regreso al edén en la tierra y que, aunque dependa de Dios, ningún esfuerzo individual tendría sentido si estuviera coronado por una muerte sin retorno (incluso si la realización plena de la humanidad pudiera hacerse solo socialmente y no biológicamente como en la resurrección cristiana), ya que la salvación de cada hombre de acuerdo a su esfuerzo dentro del alienado mundo presente solo puede ser asegurado con la eternidad y la participación en el mundo venidero. Esto es igualmente cierto tanto para el ideario de autorrealización personal de la derecha cristiana (calvinista o al menos reconciliada con la burguesía), como para la lucha de clases de la izquierda cristiana (marxista o no), como para las originarias posiciones ascéticas y apolíticas del cristianismo primitivo.

Para una sociedad de productores de mercancías, cuyo régimen social de producción consiste en comportarse respecto a sus productos como mercancías, es decir como valores, y en relacionar sus trabajos privados, revestidos de esta forma material, como modalidades del mismo trabajo humano, la forma de religión más adecuada es, indudablemente, el cristianismo, con su culto del hombre abstracto, sobre todo en su modalidad burguesa, bajo la forma de protestantismo, deísmo, etc.

El cristianismo, especialmente el protestantismo, es la religión adecuada a una sociedad en la que predomina la producción de mercancías.

Estas últimas en particular dieron forma estamental a la dicotomía interna entre la vida económica y la religiosa del occidente medieval extramundano y a su peculiaridad histórica de fusión entre «sociedad civil» y «sociedad política» descrita con atención por Marx en su obra Sobre la cuestión judía, cuya visión llegaría, junto con la opuesta de Nietzsche, a Max Weber, y que entroncaría en el debate marxista-weberiano sobre la influencia económica de la religión.

### Familia burguesa y explotación infantil
Marx y Engels declararon en el Manifiesto que la explotación laboral por parte de la burguesía en el capitalismo se da en el proletariado indistintamente de edad y de sexo, señalando que "hombres, mujeres y niños, meros instrumentos de trabajo, entre los cuales no hay más diferencia que la del coste." Esto ha arruinado a la familia y la educación, que se funda en el lucro privado y va desgarrando los lazos familiares de los proletarios, convirtiendo a los hijos del proletario en simples instrumentos de trabajo y la burguesía ha establecido un sistema de saqueo sexual al tener a las viudas e hijos del proletariado a su disposición.

El nacimiento de esta industria es festejado con la gran cruzada heródica del rapto de niños. [...] Sir F. M. Eden, al que tanto enorgullecen las atrocidades de la campaña librada desde el último tercio del siglo XV hasta su época, fines del siglo XVIII, para expropiar de sus tierras a la población del campo, que tanto se complace en ensalzar este proceso histórico como un proceso «necesario» para abrir paso a la agricultura capitalista e «instaurar la proporción justa entre la tierra de labor y la destinada al ganado», no acredita la misma perspicacia económica cuando se trata de reconocer la necesidad del robo de niños y de la esclavitud infantil para abrir paso a la transformación de la manufactura en industria fabril e instaurar la proporción justa entre el capital y la fuerza de trabajo.
Karl Marx (1867) El capital, Libro I, capítulo XXIV. La llamada acumulación originaria.

Este movimiento que tiende a oponer a la propiedad privada la propiedad privada hecha común, se expresa de forma animal cuando opone al matrimonio (que evidentemente es una forma de propiedad privada exclusiva) la comunidad de mujeres, en la que la mujer se convierte en propiedad colectiva y vulgar. Se puede decir que esta idea de la comunidad de mujeres revela el secreto de este comunismo todavía totalmente burdo y desprovisto de pensamiento. Al igual que la mujer deja el matrimonio por la prostitución general, al igual que el mundo entero de la riqueza, es decir, la esencia objetiva del hombre, pasa del estado de matrimonio exclusivo con propiedad privada a la prostitución general con la colectividad. Este comunismo -que niega en todo momento la personalidad humana- no es más que una expresión consecuente de la propiedad privada que es en sí misma la negación. [...]

La mujer, considerada una presa y objeto que sirve para satisfacer la concupiscencia colectiva, expresa la degradación infinita del hombre que no existe más que para sí, puesto que el misterio de las relaciones del hombre con su parecido encuentra su expresión no equívoca, decisiva, pública, abierta, en la relación del hombre y la mujer y en la forma de concebir la relación genérica inmediata y natural. [...]
Karl Marx (1844) Manuscritos económicos y filosóficos, Tercer Manuscrito: II. Propiedad privada y comunismo

Engels examinó en El origen de la familia, la propiedad privada y el Estado (1884) el desarrollo de instituciones sociales como matrimonio y la prostitución durante la historia. Afirma que "el primer efecto del poder exclusivo de los hombres, desde el punto y hora en que se fundó, lo observamos en la forma intermedia de la familia patriarcal" y que "el hombre es en la familia el burgués; la mujer representa en ella al proletario". Engels desarrolla que la prostitución surge como contrapartida a la familia basada en el matrimonio monógamo, junto con el surgimiento de la propiedad privada, el Estado y las clases sociales.

Así, pues, la herencia que el matrimonio por grupos legó a la civilización es doble, y todo lo que la civilización produce es también doble, ambiguo, equívoco, contradictorio; por un lado, la monogamia, y por el otro, el heterismo, comprendida su forma extremada, la prostitución. El heterismo es una institución social como otra cualquiera y mantiene la antigua libertad sexual... en provecho de los hombres. De hecho no sólo tolerado, sino practicado libremente, sobre todo por las clases dominantes, repruébase la palabra. Pero en realidad, esta reprobación nunca va dirigida contra los hombres que lo practican, sino solamente contra las mujeres; a éstas se las desprecia y se las rechaza, para proclamar con eso una vez más, como ley fundamental de la sociedad, la supremacía absoluta del hombre sobre el sexo femenino.

[...]

El matrimonio de la burguesía es de dos modos, en nuestros días. [...] Pero, en ambos casos, el matrimonio se funda en la posición social de los contrayentes y, por tanto, siempre es un matrimonio de conveniencia. También en los dos casos, este matrimonio de conveniencia se convierte a menudo en la más vil de las prostituciones, a veces por ambas partes, pero mucho más habitualmente en la mujer; ésta sólo se diferencia de la cortesana ordinaria en que no alquila su cuerpo a ratos como una asalariada, sino que lo vende de una vez para siempre, como una esclava..
Friedrich Engels (1884), El origen de la familia, la propiedad privada y el Estado, II. La familia

Marx y Engels propusieron la liberación de la mujer y la abolición de la prostitución al igual que el Estado y las clases sociales como consecuencia de la abolición de la propiedad privada:

¿Qué repercusiones tendrá el régimen comunista en la familia? Transformará las relaciones entre los sexos en relaciones puramente privadas, que no concernirán más que a las personas que de ella participan, y en las que la sociedad no podrá intervenir. [...] La comunidad de mujeres es un fenómeno que pertenece únicamente a la sociedad burguesa y que se cumple hoy día con la prostitución. Pero la prostitución descansa en la propiedad privada y desaparece con ella. En consecuencia, el régimen comunista, lejos de introducir la comunidad de mujeres, por el contrario, la suprimirá.
Friedrich Engels (1847) Principios del Comunismo

Pero veamos: ¿en qué se funda la familia actual, la familia burguesa? En el capital, en el lucro privado. Sólo la burguesía tiene una familia, en el pleno sentido de la palabra; y esta familia encuentra su complemento en la carencia forzosa de relaciones familiares de los proletarios y en la pública prostitución.
K. Marx y F. Engels (1848) Manifiesto comunista, Proletarios y comunistas

Otra de las propuestas más importantes tanto en los Principios el Comunismo y en el Manifiesto es la abolición de la explotación infantil:

Educación de todos los niños en establecimientos estatales y a cargo del Estado, desde el momento en que puedan prescindir del cuidado de la madre. Conjugar la educación con el trabajo fabril.
Friedrich Engels (1847) Principios del comunismo

Educación pública y gratuita de todos los niños. Abolición del trabajo infantil fabril en su forma actual. Unificación de la educación con la producción material, etc.
K. Marx y F. Engels (1848) Manifiesto comunista, Proletarios y comunistas

Marx propuso un cambio progresivo de la industria de la época, donde los niños combinasen su educación junto con una jornada de trabajo, según sus edades, aplicando medidas preventivas para su protección. En 1875, el Programa de Gotha, en el que se fusionaron la lassalleana Asociación General de Trabajadores de Alemania (ADAV) y el marxista Partido Socialdemócrata Obrero de Alemania (SDAP) para dar nacimiento a un nuevo partido, el Partido Socialista Obrero de Alemania (Sozialistische Arbeiterpartei Deutschlands, SADP), se exigía la "restricción del trabajo de la mujer y prohibición del trabajo infantil".
En la Crítica del Programa de Gotha, Marx señalo la ambigüedad de la "restricción del trabajo de la mujer", pues esta ya se encuentra en la reglamentación de la jornada laboral, y si se refiere a la exclusión del trabajo de producción que son "especialmente nocivas para el organismo femenino o inconvenientes, desde el punto de vista moral, para este sexo", lo cual "debió haberse dicho". En esa obra también expresó que en su época "la prohibición general del trabajo infantil es incompatible con la existencia de la gran industria y, por tanto, un piadoso deseo" optando por "medidas preventivas para la protección de los niños" y "la combinación del trabajo productivo con la enseñanza". No obstante, en el prólogo de la edición alemana de 1872, Marx y Engels declaran que la aplicación de estos principios dependerán de las circunstancias históricas existentes, razón por la que no se hace especial hincapié al final del capítulo, llegando incluso a admitir que:

"Si tuviésemos que formularlo hoy, este pasaje presentaría un tenor distinto en muchos respectos. Este programa ha quedado a trozos anticuado por efecto del inmenso desarrollo experimentado por la gran industria en los últimos veinticinco años [...]"

## Concepción marxista del Estado
La concepción marxista del Estado se puede dividir en tres áreas temáticas: Estados precapitalistas, Estados en la era capitalista (es decir, presente) y el Estado (o la ausencia del mismo) en la sociedad poscapitalista (comunista). Este hecho se superpone al de que sus propias ideas sobre el Estado cambiaron a medida que crecía, diferenciándose en su primera fase precomunista, la fase joven de Marx que es anterior a los levantamientos de 1848 en Europa y en su trabajo maduro y más matizado.
¿Cuáles habían sido las características del Estado hasta entonces? En un principio, por medio de la simple división del trabajo, la sociedad se creó los órganos especiales destinados a velar por sus intereses comunes. Pero, a la larga, estos órganos, a cuya cabeza estaba el Poder estatal persiguiendo sus propios intereses específicos, se convirtieron de servidores de la sociedad en señores de ella.

### El origen del estado
Para los marxistas, el Estado no ha existido siempre. Hubo un tiempo en donde no existía el Estado, donde los vínculos generales, la sociedad misma y la organización del trabajo se mantenían gracias a la fuerza de la costumbre o debido al respeto que ejercían sobre la comunidad los jefes de las gens, o las mujeres, que con frecuencia tenían los mismos derechos y obligaciones que los hombres. Asimismo, no existía una categoría especial de personas que se encargasen de gobernar. 
Engels divide la historia de la humanidad en su obra El origen de la familia, la propiedad privada y el estado en tres fases: salvajismo, barbarie y civilización. En el salvajismo, los hombres vivían de lo que cazaban y recolectaban; con la barbarie se mejoran los instrumentos de uso cotidiano y se inicia la domesticación de algunos seres vivos; es en la civilización con el surgimiento de la agricultura cuando aumentó la suma de trabajo que correspondía diariamente a cada miembro de la comunidad doméstica o de la familia aislada. Era ya conveniente conseguir más fuerza de trabajo, y la guerra la suministró: los prisioneros fueron transformados en esclavos. Dadas todas las condiciones históricas de aquel entonces, la primera gran división social del trabajo, al aumentar la productividad del trabajo, y por consiguiente la riqueza, y al extender el campo de la actividad productora, tenía que traer consigo necesariamente la esclavitud. Para mantener este sistema de explotadores y esclavos se hizo necesario crear un aparato de dominación religioso, cultural y político: el Estado.
Tras las sociedades primitivas, con el surgimiento de la primera forma de explotación del hombre por el hombre, el esclavismo, aparecen las primeras formas estatales. En esta, los propietarios de los medios de producción, eran a su vez propietarios de personas, que ni siquiera eran consideradas como tales.
Con la aparición del feudalismo, las condiciones de los más explotados se modifican en cierta forma. Se desarrolló el régimen de la servidumbre, en el que los campesinos podían apropiarse de parte de su trabajo, aunque seguía existiendo una sujeción directa al propietario de los medios de producción.
Con el desarrollo del comercio, en la sociedad feudal, aparece una nueva clase social, la capitalista, «una minoría insignificante de la población, que dispone íntegramente de todo el trabajo realizado por el pueblo y, por consiguiente, tiene a sus órdenes, oprimiéndola y explotándola, a toda la masa de los trabajadores» y en la que nos encontramos actualmente. Con la existencia de la sociedad de clases, en sus distintas formas (esclavismo, feudalismo y capitalismo), el Estado se crea y es necesario para una pequeña parte de la población, que como hicimos mención con anterioridad, utiliza el aparato estatal para dominar a la mayoría.

Así, pues, el Estado no es de ningún modo un poder impuesto desde fuera de la sociedad; tampoco es «la realidad de la idea moral», «ni la imagen y la realidad de la razón», como afirma Hegel. Es más bien un producto de la sociedad cuando llega a un grado de desarrollo determinado; es la confesión de que esa sociedad se ha enredado en una irremediable contradicción consigo misma y está dividida por antagonismos irreconciliables, que es impotente para conjurar. Pero a fin de que estos antagonismos, estas clases con intereses económicos en pugna no se devoren a sí mismas y no consuman a la sociedad en una lucha estéril, se hace necesario un poder situado aparentemente por encima de la sociedad y llamado a amortiguar el choque, a mantenerlo en los límites del «orden». Y ese poder, nacido de la sociedad, pero que se pone por encima de ella y se divorcia de ella más y más, es el Estado.
Friedrich Engels (1884), El origen de la familia, la propiedad privada y el Estado, pag. 93

## La economía marxista
La economía política es esencial para esta visión, y Marx se basó en los economistas políticos más conocidos de su época, los economistas políticos clásicos británicos, para posteriormente criticar su forma de pensar. La economía política, que es anterior a la división que se hizo en el siglo XX de las dos disciplinas, trata las relaciones sociales y las relaciones económicas considerándolas entrelazadas. Esta teoría de la explotación la desarrolló en  El capital, investigación dialéctica de las formas que adoptan las relaciones de valor.
En su labor política y periodística, Marx y Engels comprendieron que el estudio de la economía era vital para conocer a fondo el devenir social. Fue Marx quien se dedicó principalmente al estudio de la economía política una vez que se mudó a Londres. Marx se basó en los economistas más conocidos de su época, los británicos, para recuperar de ellos lo que servía para explicar la realidad económica y para superar críticamente sus errores.

Mis investigaciones desembocaban en el resultado que sigue: Tanto las relaciones jurídicas como las formas de Estado no pueden comprenderse por sí mismas ni por la llamada evolución general del espíritu humano, sino que radican, por el contrario, en las condiciones materiales de vida cuyo conjunto resume Hegel, siguiendo el precedente de los ingleses y franceses del siglo XVIII, bajo el nombre de “sociedad civil”, y que la anatomía de la sociedad civil hay que buscarla en la economía política.
Prólogo a la Contribución a la Crítica de la Economía Política

Vale aclarar que la economía política de entonces trataba las relaciones sociales y las relaciones económicas considerándolas entrelazadas. En el siglo XX esta disciplina se dividió en dos.
Marx siguió principalmente a Adam Smith y a David Ricardo al afirmar que el origen de la riqueza era el trabajo y el origen de la ganancia capitalista era el plustrabajo no retribuido a los trabajadores en sus salarios. Aunque ya había escrito algunos textos sobre economía política (Trabajo asalariado y capital de 1849, Contribución a la Crítica de la Economía Política de 1859, Salario, precio y ganancia de 1865) su obra cumbre al respecto es El capital.
El capital ocupa tres volúmenes, de los cuales solo el primero (cuya primera edición es de 1867) estaba terminado a la muerte de Marx. En este primer volumen, y particularmente en su primer capítulo (Transformación de la mercancía en dinero), se encuentra el núcleo del análisis marxista del modo de producción capitalista. Marx empieza desde la «célula» de la economía moderna, la mercancía. Empieza por describirla como unidad dialéctica de valor de uso y valor de cambio. A partir del análisis del valor de cambio, Marx expone su teoría del valor, donde encontramos que el valor de las mercancías depende del tiempo de trabajo socialmente necesario para producirlas. El valor de cambio, esto es, la proporción en que una mercancía se intercambia con otra, no es más que la forma en que aparece el valor de las mercancías, el tiempo de trabajo humano abstracto que tienen en común. Luego Marx nos va guiando a través de las distintas formas de valor, desde el trueque directo y ocasional hasta el comercio frecuente de mercancías y la determinación de una mercancía como equivalente de todas las demás (dinero).
Marx sostuvo que el dinero metálico, como el oro, es una mercancía, y su valor es el tiempo de trabajo necesario para producirlo. Marx argumentó que el oro y la plata se usan convencionalmente como dinero porque representan una gran cantidad de trabajo en una forma pequeña y duradera, lo cual es conveniente. El papel moneda es, en este modelo, una representación de oro o plata, casi sin valor propio, pero en circulación por decreto estatal.
Así como un biólogo utiliza el microscopio para analizar un organismo, Marx utiliza la abstracción para llegar a la esencia de los fenómenos y hallar las leyes fundamentales de su movimiento. Luego desanda ese camino, incorporando paulatinamente nuevo estrato sobre nuevo estrato de determinación concreta y proyectando los efectos de dicho estrato en un intento por llegar, finalmente, a una explicación integral de las relaciones concretas de la sociedad capitalista cotidiana. En el estilo y la redacción tiene un peso extraordinario la herencia de Hegel.
La crítica de Marx a Smith, Ricardo y al resto de los economistas burgueses reside en que sus análisis económicos son ahistórico (y por lo tanto, necesariamente idealista), puesto que toman a la mercancía, el dinero, el comercio y el capital como propiedades naturales innatas de la sociedad humana, y no como relaciones sociales productos de un devenir histórico y, por lo tanto, transitorias. Junto con la teoría del valor, la ley general de la acumulación capitalista, y la ley de la baja tendencial de la tasa de ganancia, son otros elementos importantes de la economía marxista[cita requerida]

### La acumulación de capital, trabajo y mano de obra excedente

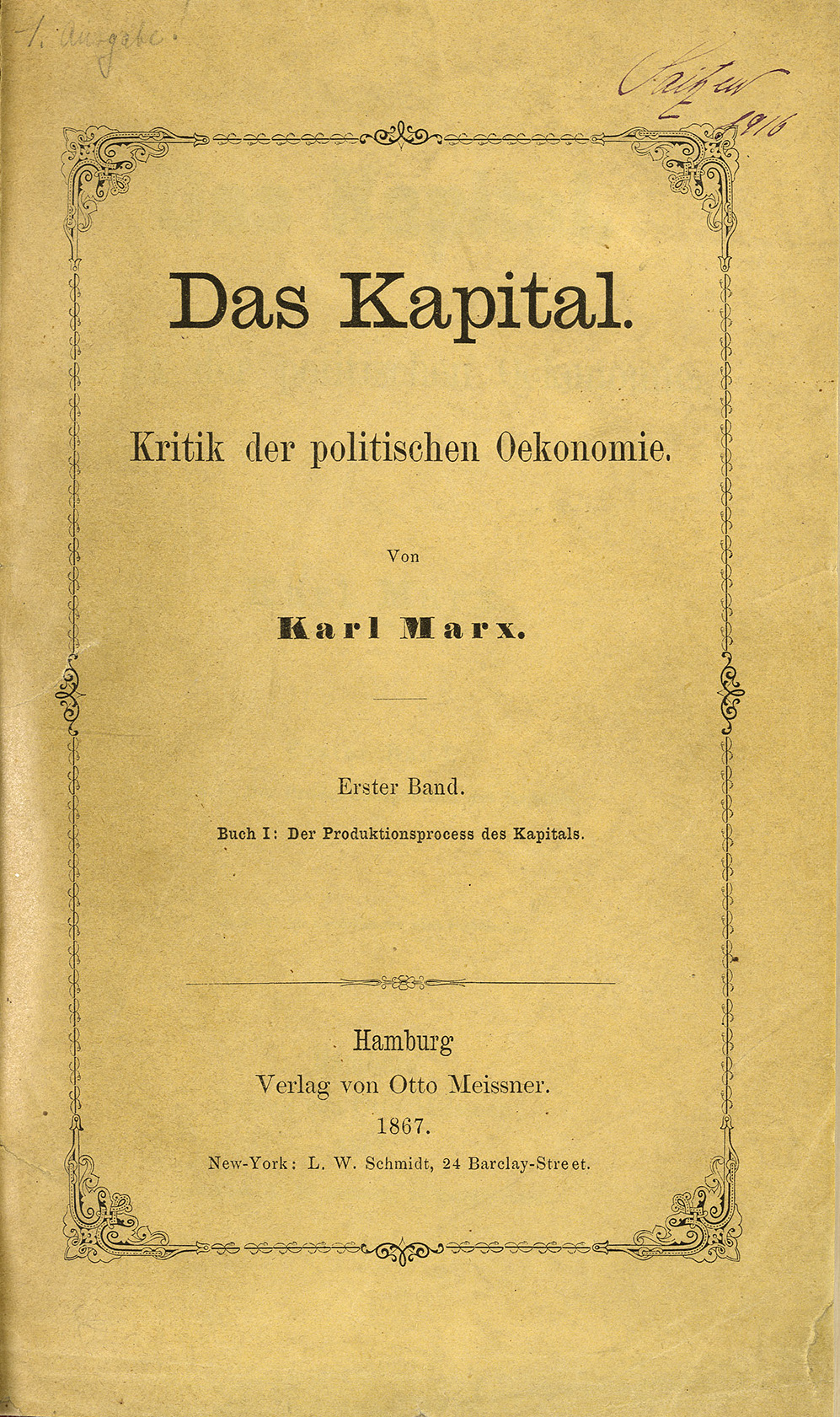
Primera edición de Das Kapital.

La acumulación primitiva de capital está definida como: proceso de creación de las condiciones para el nacimiento del capitalismo. La creación del capitalismo supone el uso de dos condiciones anteriores: la existencia de un grupo social (formado por hombres desprovistos de medios de producción y obligados a vender su fuerza de trabajo a cambio de un salario) y la acumulación de la riqueza indispensable para crear negocios capitalistas. Esta creación requiere de la unión de las condiciones necesarias para el nacimiento de dos clases fundamentales de la sociedad capitalista: explotados (trabajadores) y explotadores (empresarios).
La distinción entre trabajo y fuerza de trabajo es central para el análisis de la distribución. La retribución del obrero se establece en un nivel correspondiente a los gastos socialmente necesarios para asegurar su renovación. Es una mercancía cuyo valor está determinado por la cantidad de trabajo social que pide la producción de cada obrero.
Lo que afirma Marx se basa en la teoría aristotélica de la materia prima que, distingue el valor de uso (utilidad del objeto) del valor de cambio (lo que el objeto nos permite conseguir). En el proceso de intercambio se produce tanto, una inversión en el valor de cambio como, una inversión en el valor de uso.
El diagrama de Adam Smith: ley de la oferta y la demanda, informa de la existencia de un valor añadido al producto en el que los beneficios son obtenidos por los capitalistas, pero no por el trabajador. Los salarios a partir del valor social del producto (el valor social del objeto producido es una función de las materias primas, las herramientas de producción y la mano de obra necesaria para la producción).
El valor de cambio de un producto es el valor social que se aplica a una ganancia como resultado de un exceso de trabajo. Es en torno a los beneficios del valor agregado, que está emergiendo la lucha de clases, como proletarios capitalistas. Marx va a demostrar que el trabajador está en su derecho de reclamar el beneficio de este valor añadido, ya que este es un valor del mismo uso. Lo que hará el empresario capitalista, es hacer del trabajo un producto que cueste menos que el que utiliza, o dar más trabajo del que se requiere en la mano de obra. La ganancia es el valor añadido producido por el empleado, que el capitalista se apropia gratuita y legalmente.
El aumento de la producción, por parte del capitalista se puede obtener mediante la ampliación de la jornada laboral, aumentando la intensidad de trabajo o reduciendo los salarios de desempleo, el cual es la presión a la baja sobre los salarios. Esta ganancia es la forma de expoliación del proletariado en el capitalismo. Es la ganancia modificada que se produce como una forma excedente, es la búsqueda del beneficio, es el motivo principal del capitalismo. Una actividad se desarrolla si es rentable, y esta rentabilidad es la tasa de beneficio obtenido (relación entre las ganancias y el capital total invertido). La acumulación de capital conlleva una disminución a largo plazo de la tasa de beneficio y una bajada en la tendencia de la tasa de provecho. Es un índice de los límites históricos del capitalismo.
Si la modernización se incrementa, se trata de una sustitución creciente entre el "trabajo muerto" y "trabajo vivo”. En este momento solo existe el trabajo vivo, que está creando valor, el trabajo muerto no anima al capital por medio de la fuerza de trabajo. La acumulación excesiva de capital dará como resultado el empobrecimiento de la clase obrera.
El capitalismo es víctima de su propia lógica. Hay cada vez menos capacidad de manejar sus contradicciones y avances hacia una crisis inevitable.
Marx también presentó el problema de la redistribución igualitaria de la riqueza y su aplicación en una sociedad socialista, como señala en la Crítica del Programa de Gotha:

¿Qué es "reparto equitativo"? ¿No afirman los burgueses que el reparto actual es "equitativo"? […]

En el seno de una sociedad colectivista, basada en la propiedad común de los medios de producción, los productores no cambian sus productos; el trabajo invertido en los productos no se presenta aquí, tampoco, como valor de estos productos, como una cualidad material, poseída por ellos, pues aquí, por oposición a lo que sucede en la sociedad capitalista, los trabajos individuales no forman ya parte integrante del trabajo común mediante un rodeo, sino directamente. La expresión "el fruto del trabajo", ya hoy recusable por su ambigüedad, pierde así todo sentido.
[…]

Pero unos individuos son superiores, física e intelectualmente a otros y rinden, pues, en el mismo tiempo, más trabajo, o pueden trabajar más tiempo; y el trabajo, para servir de medida, tiene que determinarse en cuanto a duración o intensidad; de otro modo, deja de ser una medida. Este derecho igual es un derecho desigual para trabajo desigual. No reconoce ninguna distinción de clase, porque aquí cada individuo no es más que un trabajador como los demás; pero reconoce, tácitamente, como otros tantos privilegios naturales, las desiguales aptitudes individuales, y, por consiguiente, la desigual capacidad de rendimiento. En el fondo es, por tanto, como todo derecho, el derecho de la desigualdad. El derecho sólo puede consistir, por naturaleza, en la aplicación de una medida igual; pero los individuos desiguales (y no serían distintos individuos si no fuesen desiguales) sólo pueden medirse por la misma medida siempre y cuando que se les coloque bajo un mismo punto de vista y se les mire solamente en un aspecto determinado; por ejemplo, en el caso dado, sólo en cuanto obreros, y no se vea en ellos ninguna otra cosa, es decir, se prescinda de todo lo demás. Prosigamos: un obrero está casado y otro no; uno tiene más hijos que otro, etc., etc. A igual trabajo y, por consiguiente, a igual participación en el fondo social de consumo, uno obtiene de hecho más que otro, uno es más rico que otro, etc. Para evitar todos estos inconvenientes, el derecho no tendría que ser igual, sino desigual.
Karl Marx (1875) Crítica del Programa de Gotha

### Teoría del valor y plusvalía
Marx empleó una teoría del valor trabajo, que sostiene que el valor de una mercancía es el tiempo de trabajo socialmente necesario invertido en ella. Para obtener beneficios los capitalistas compran la única mercancía capaz de producir valor, la fuerza de trabajo —la capacidad de trabajar—, por debajo de su valor. Así los salarios se mantienen en niveles relativamente bajos; solo suficientes para la subsistencia del trabajador y su familia —que lo reemplazaran— además de otras necesidades condicionadas moral e históricamente.
Marx teorizó que la brecha entre el valor que produce un trabajador y su salario es una forma de trabajo no remunerado, conocido como plusvalía. Además, Marx argumenta que los mercados tienden a oscurecer las relaciones sociales y los procesos de producción; a esto llamó fetichismo de la mercancía. Las personas son muy conscientes de las mercancías y, por lo general, no piensan en las relaciones y el trabajo que representan.
Conviene recordar que Marx dice específicamente, en artículos por él editados, que el concepto "plusvalía" lo toma de David Ricardo, quien desarrolla hasta cierto punto la teoría del valor-trabajo, dándole ese nombre. Ricardo toma como punto de partida el concepto de valor comentado por Adam Smith. Este último es el primer economista conocido, por así definirlo, que plantea el concepto de "valor" que es la base de la plusvalía o plusvalor y Ricardo criticando a Smith es el primero en desarrollarlo de manera sistemática. Pero Marx introduce por primera vez la distinción entre fuerza de trabajo y trabajo, lo cual le permite explicar de manera eficaz la plusvalía y completar la teoría del valor-trabajo, lo que no habían conseguido los economistas precedentes.
El plusvalor es un concepto indisolublemente unido a la teoría del valor-trabajo y es central para la descripción que ésta realiza de la explotación bajo el capitalismo. Estos conceptos aparecen definidos y utilizados principalmente en El capital y en los cuadernos II y III de los Grundrisse. El problema de explicar la fuente de la plusvalía lo expresa Friedrich Engels de la siguiente manera:

¿De dónde viene esta plusvalía? No puede provenir del comprador que compra los productos por debajo de su valor, ni del vendedor que los vende por encima de su valor. Porque en ambos casos las ganancias y las pérdidas de cada individuo se cancelan entre sí, ya que cada individuo es a su vez comprador y vendedor. Tampoco puede provenir de una trampa, porque aunque la trampa puede enriquecer a una persona a expensas de otra, no puede aumentar la suma total que poseen ambos y, por lo tanto, no puede aumentar la suma de los valores en circulación. [...] Este problema debe resolverse, y debe resolverse de una manera puramente económica , excluyendo todo engaño y la intervención de cualquier fuerza, siendo el problema: ¿cómo es posible vender constantemente más caro de lo que se ha comprado, incluso bajo la hipótesis de que igual los valores siempre se intercambian por valores iguales?
Frederich Engels. (1877) Anti-Dühring, Parte II: Economía política, VII. Capital y plusvalía.

La solución de Marx fue distinguir entre tiempo de trabajo socialmente necesario y fuerza de trabajo. Un trabajador que es suficientemente productivo puede producir un valor de producción mayor que lo que cuesta contratarlo. Aunque su salario parece estar basado en las horas trabajadas, en un sentido económico este salario no refleja el valor total de lo que produce el trabajador. Efectivamente, no es trabajo lo que vende el trabajador, sino su capacidad para trabajar.

## Marxistas notables

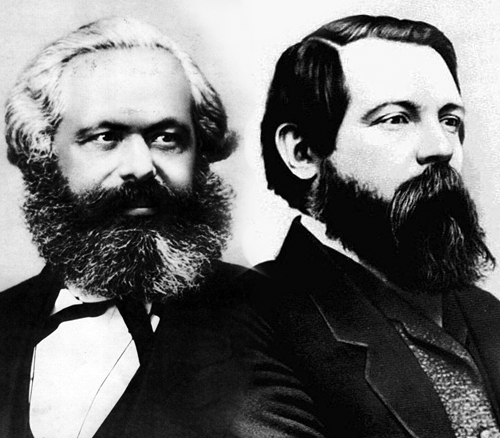
Karl Marx (Alemania), fundador del marxismo —de ahí su nombre—, y Friedrich Engels (Alemania), cofundador del marxismo
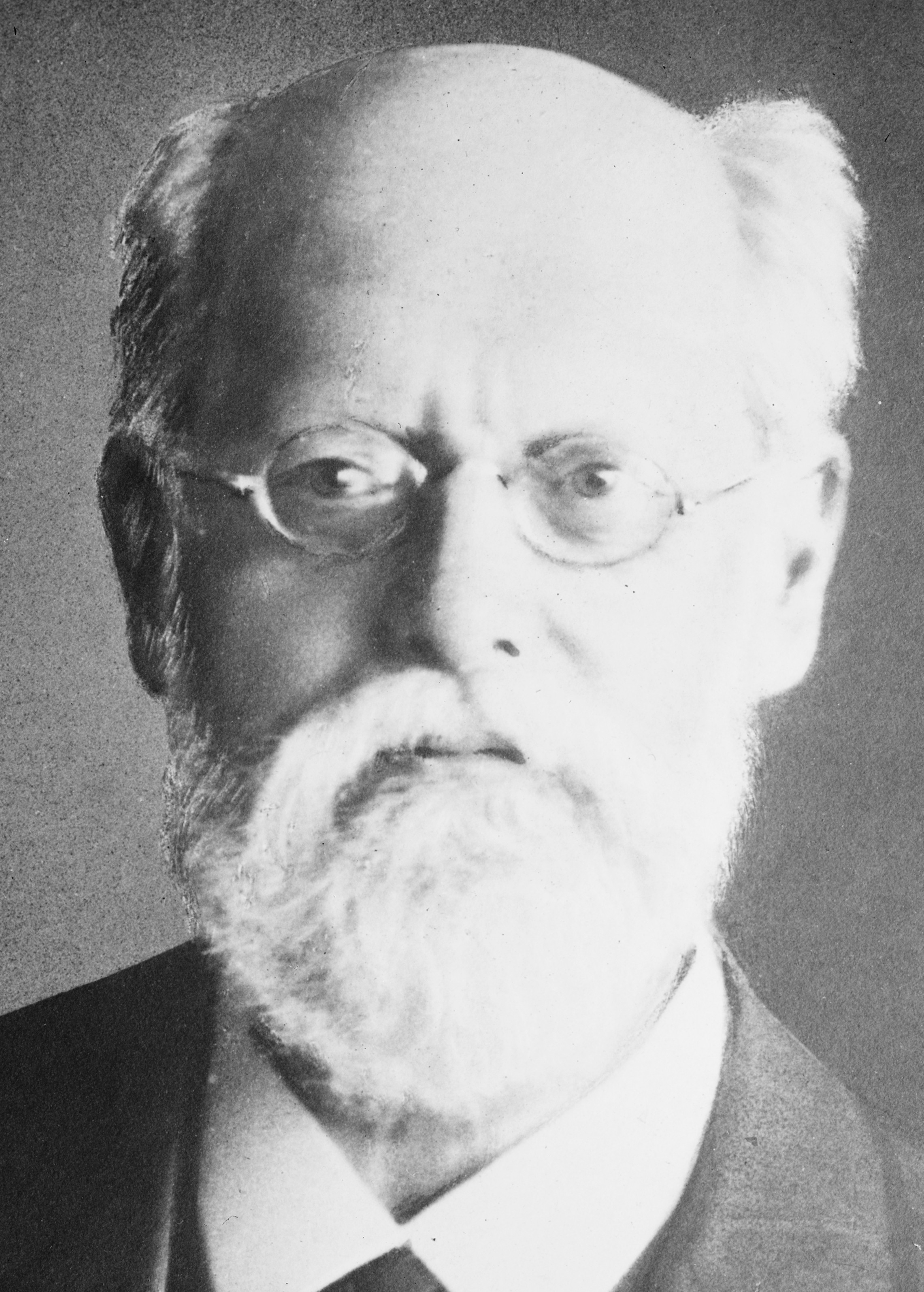
Karl Kautsky (Bohemia —actual República Checa—)
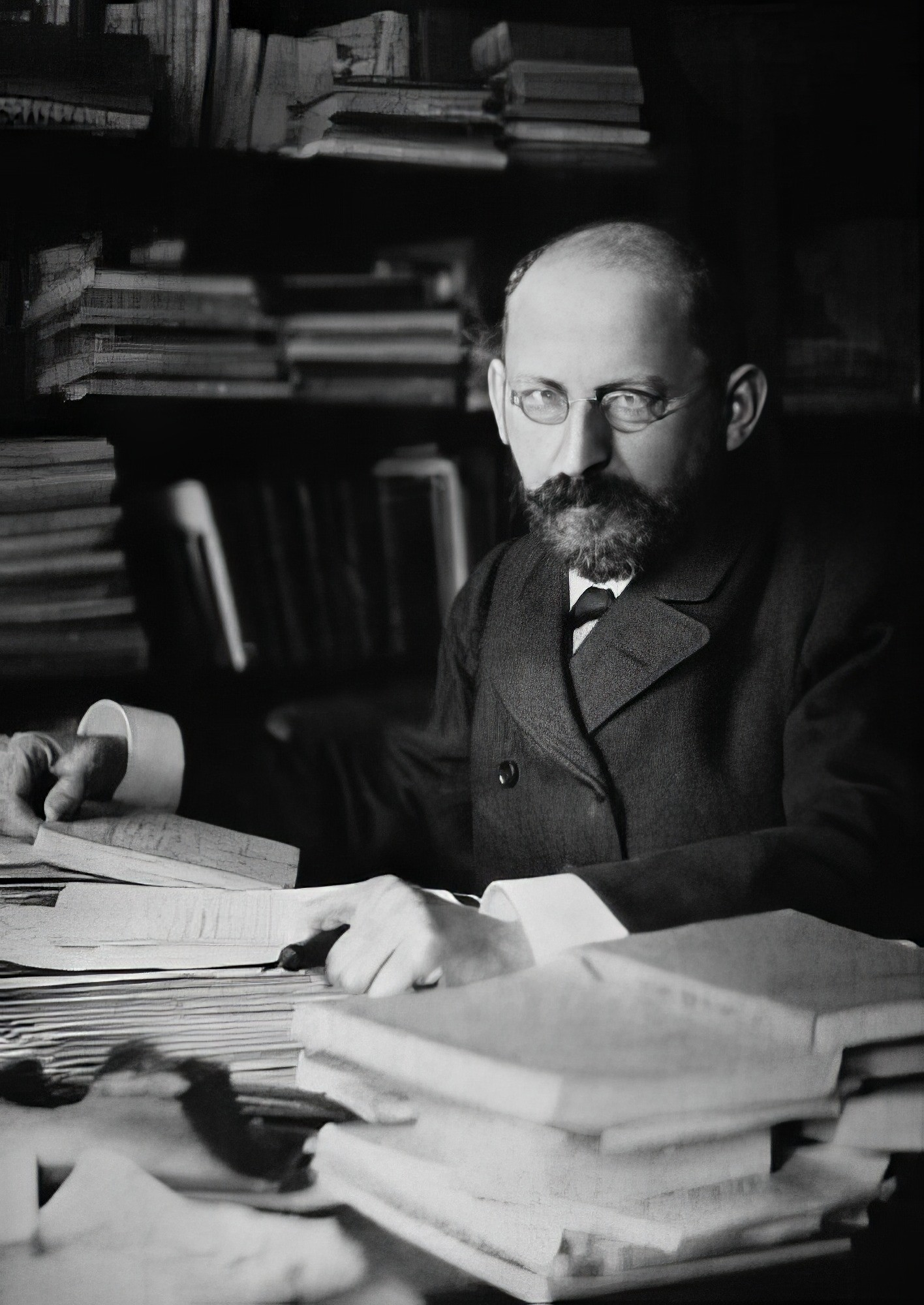
Eduard Bernstein (Alemania), creador del «revisionismo marxista»
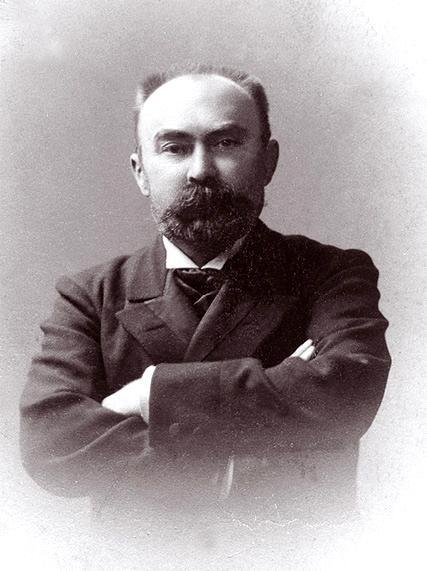
Gueorgui Plejánov (Rusia)
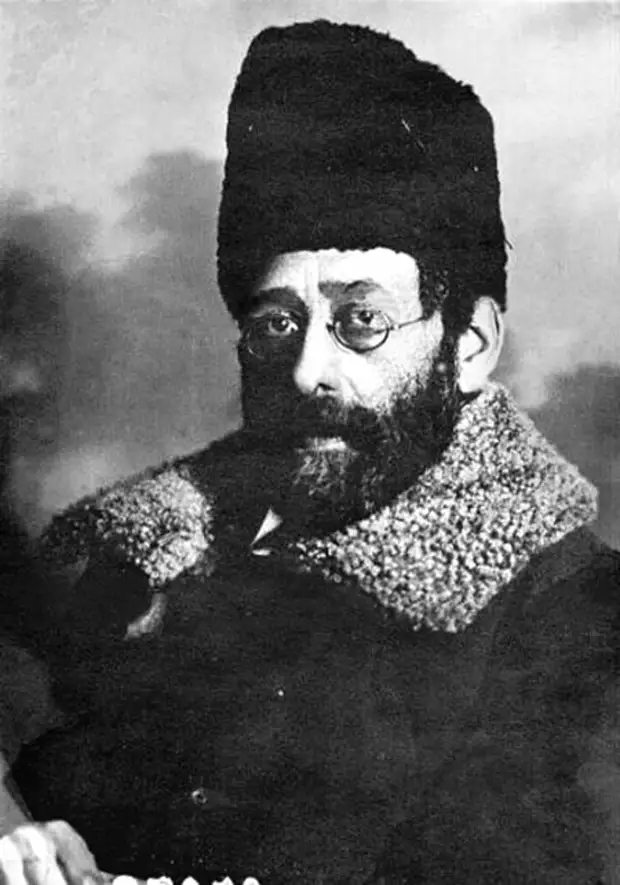
Yuli Mártov (Rusia —nacido en la entonces ciudad de Constantinopla, Imperio Otomano, actualmente Estambul, Turquía, pero de raíces rusas—), líder de la facción menchevique del Partido Obrero Socialdemócrata Ruso
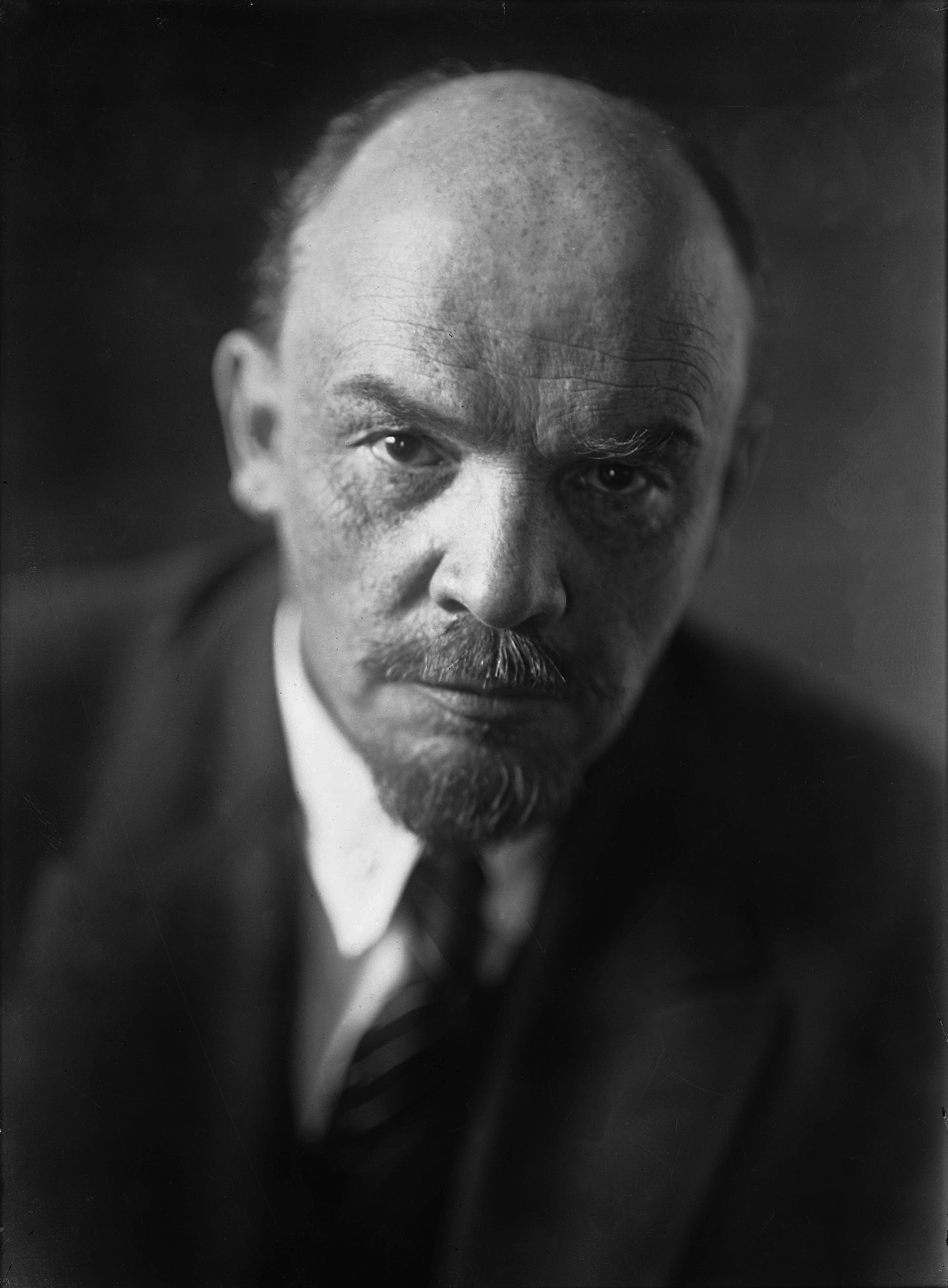
Vladímir Ilich Lenin (URSS), político, revolucionario, teórico político, filósofo y líder comunista ruso, líder de la facción bolchevique del Partido Obrero Socialdemócrata Ruso (POSDR), fundador y líder del Partido Comunista de la Unión Soviética.
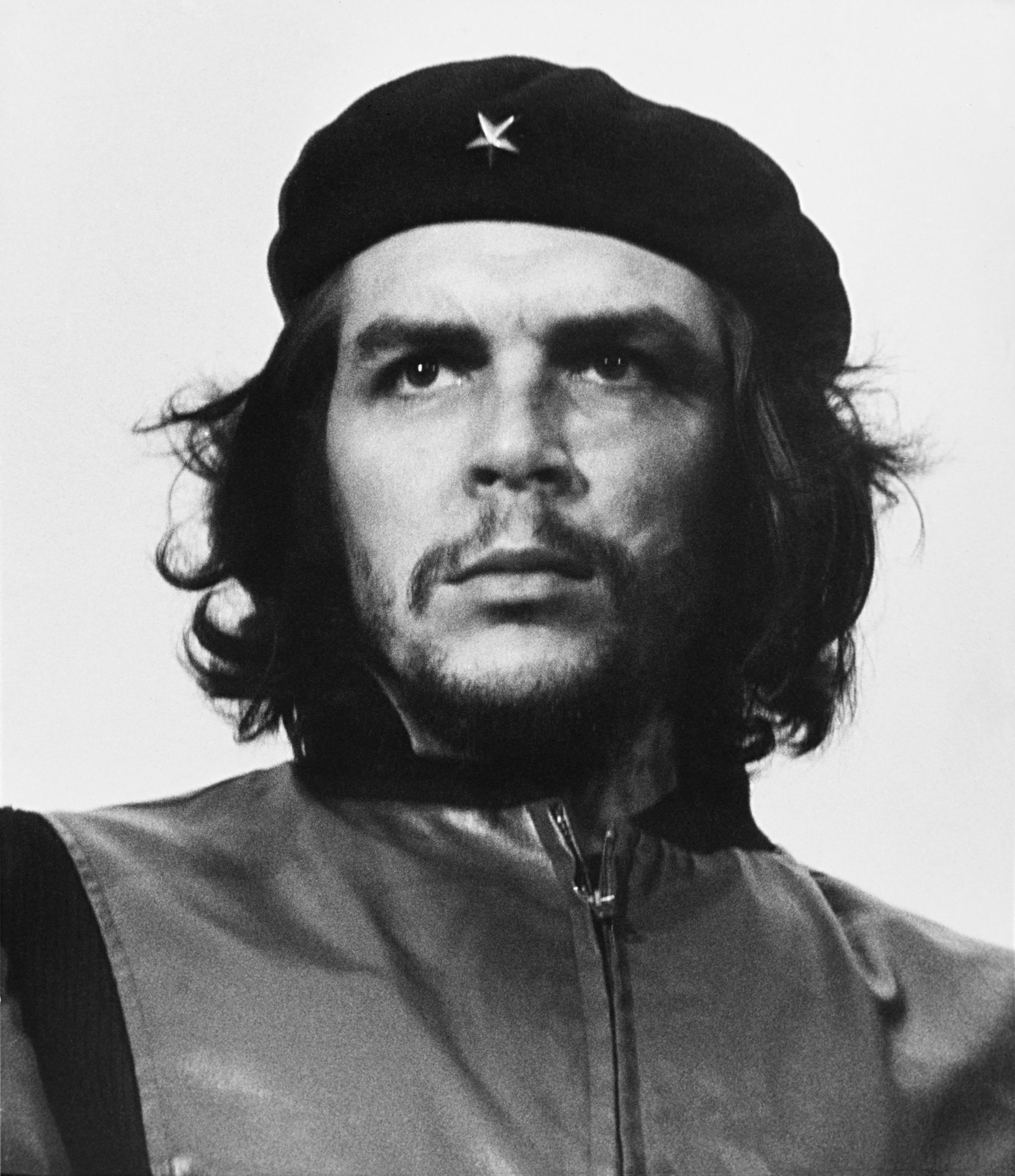
Che Guevara (Argentina)
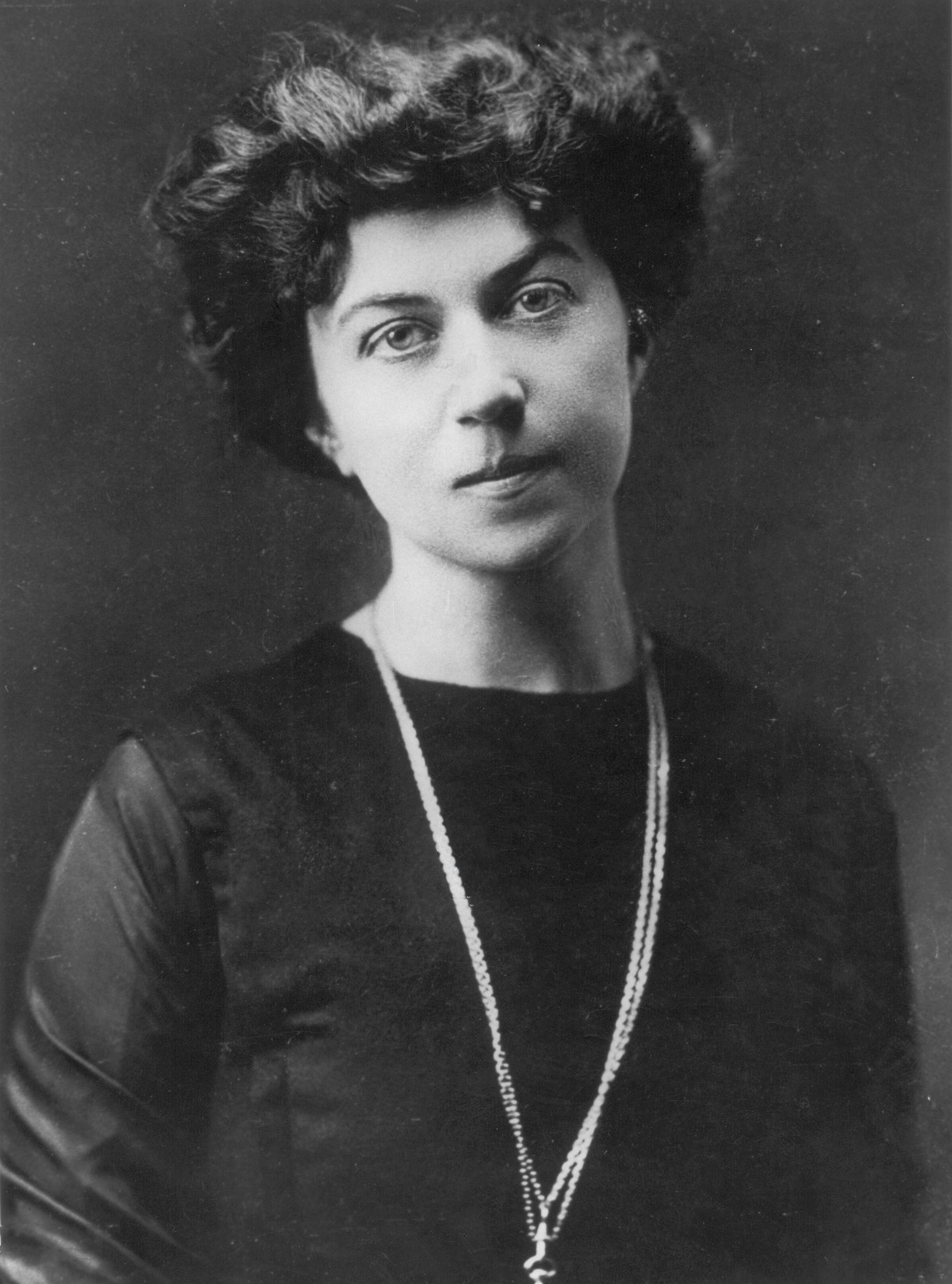
Aleksandra Kolontái (URSS)
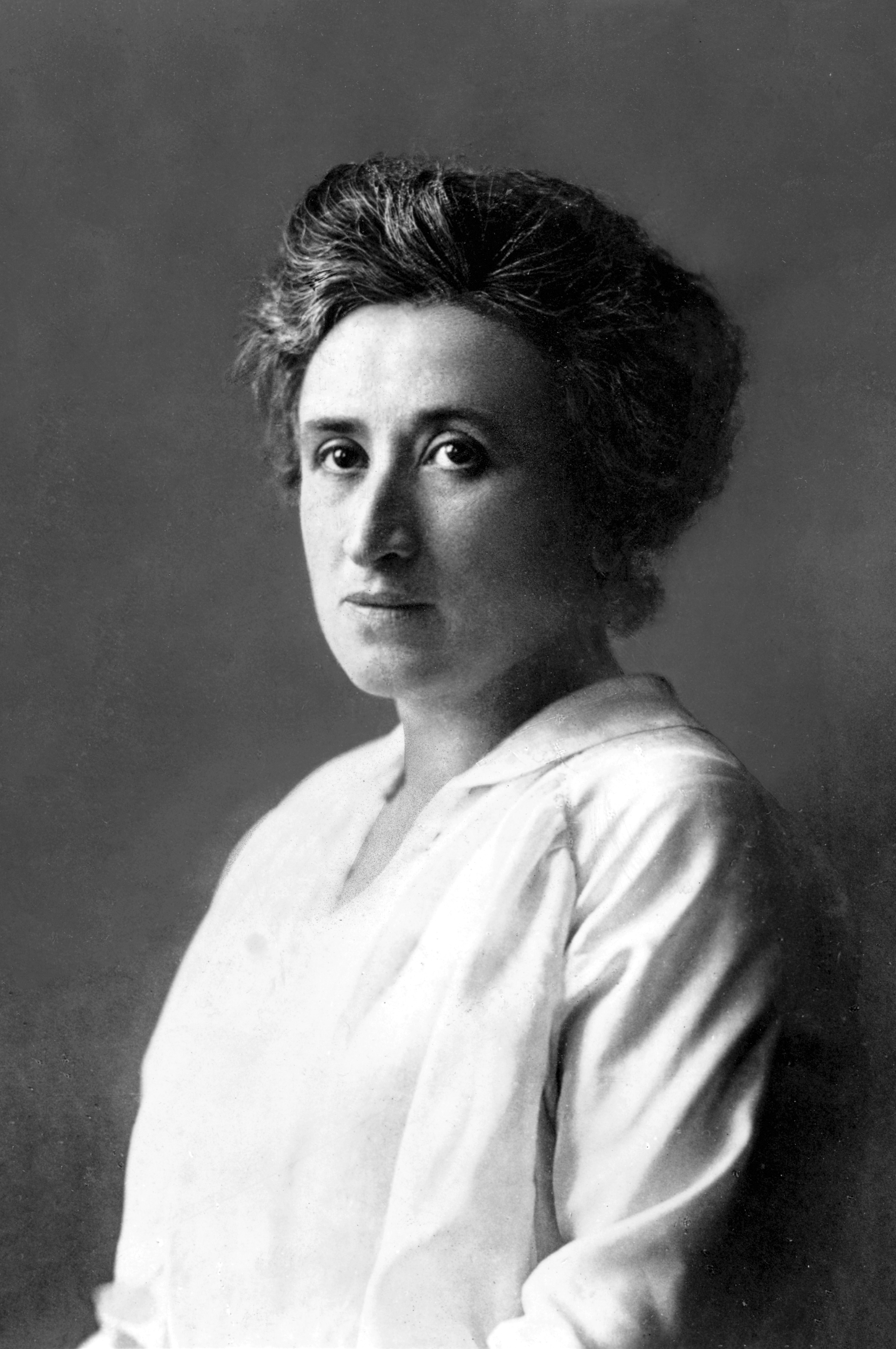
Rosa Luxemburgo (Polonia)
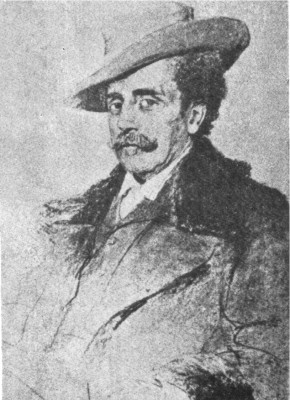
Antonio Labriola (Italia)
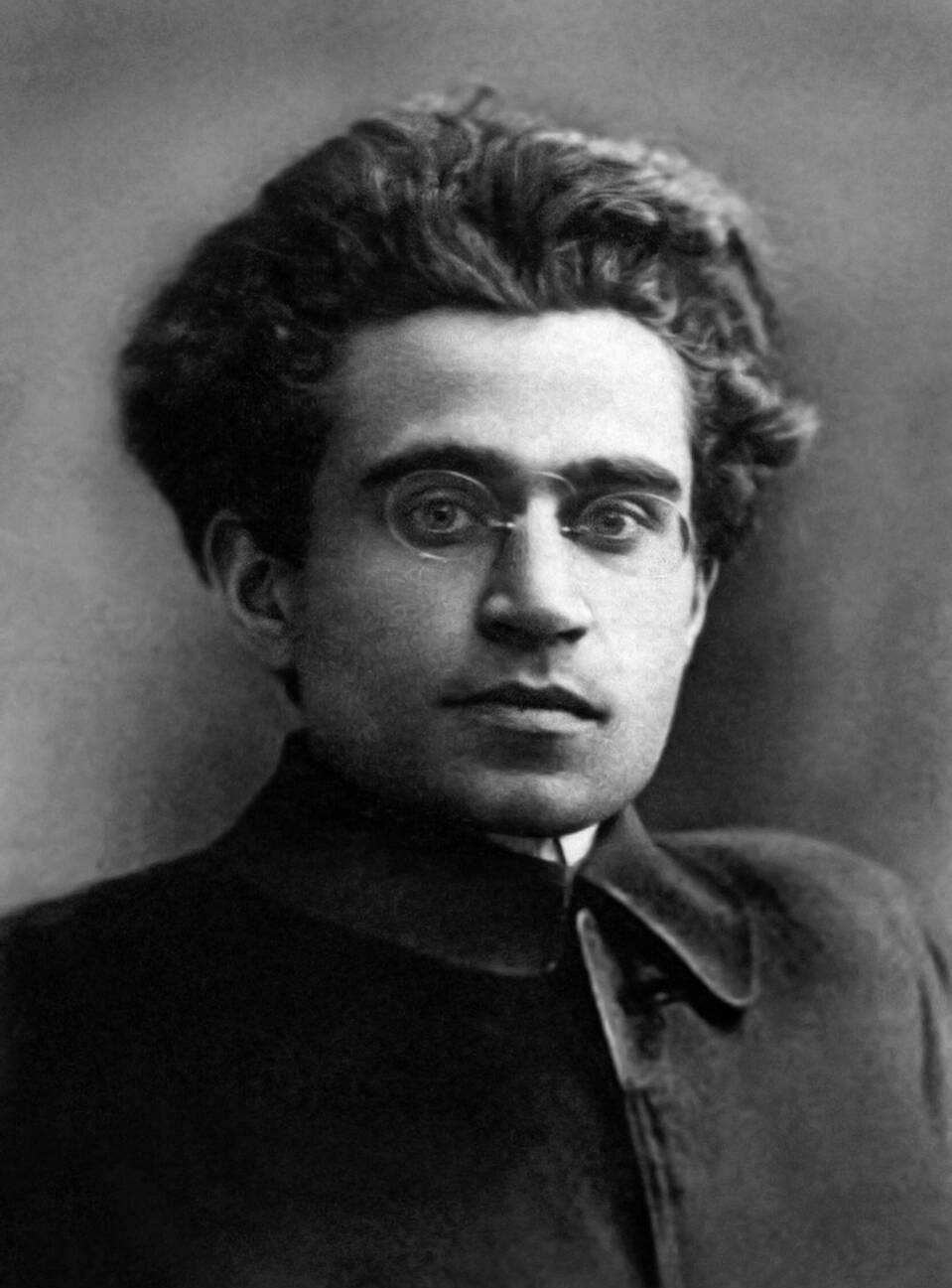
Antonio Gramsci (Italia)
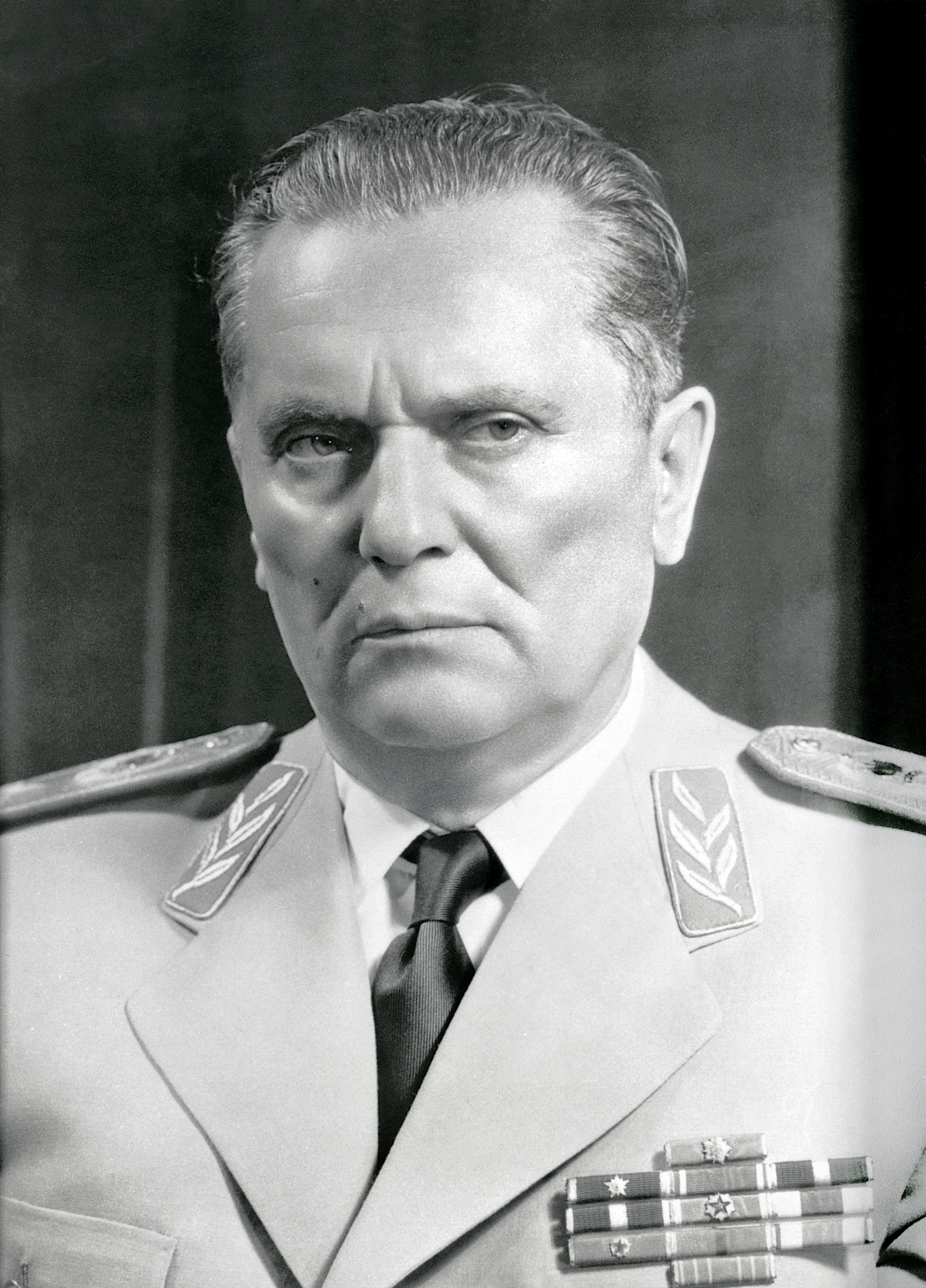
Josip Broz Tito (Yugoslavia)
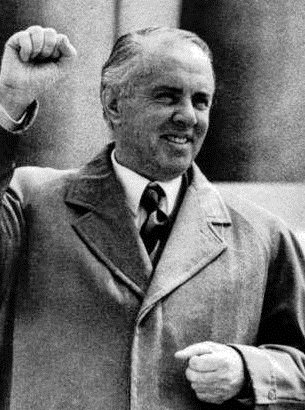
Enver Hoxha (Albania)
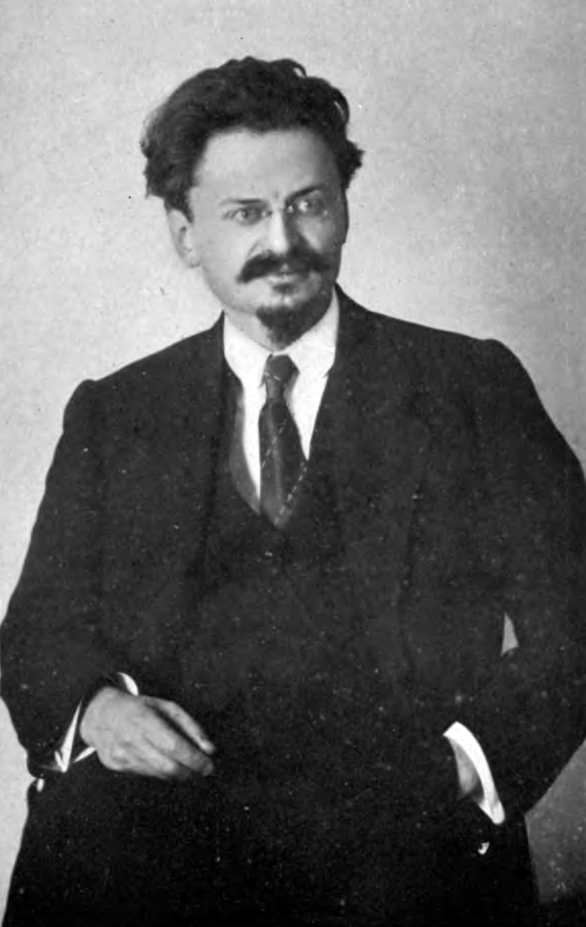
León Trotsky (URSS)
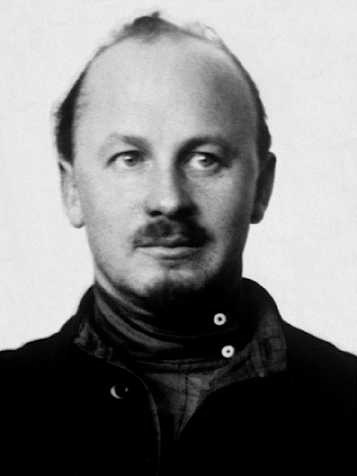
Nikolái Bujarin (URSS)
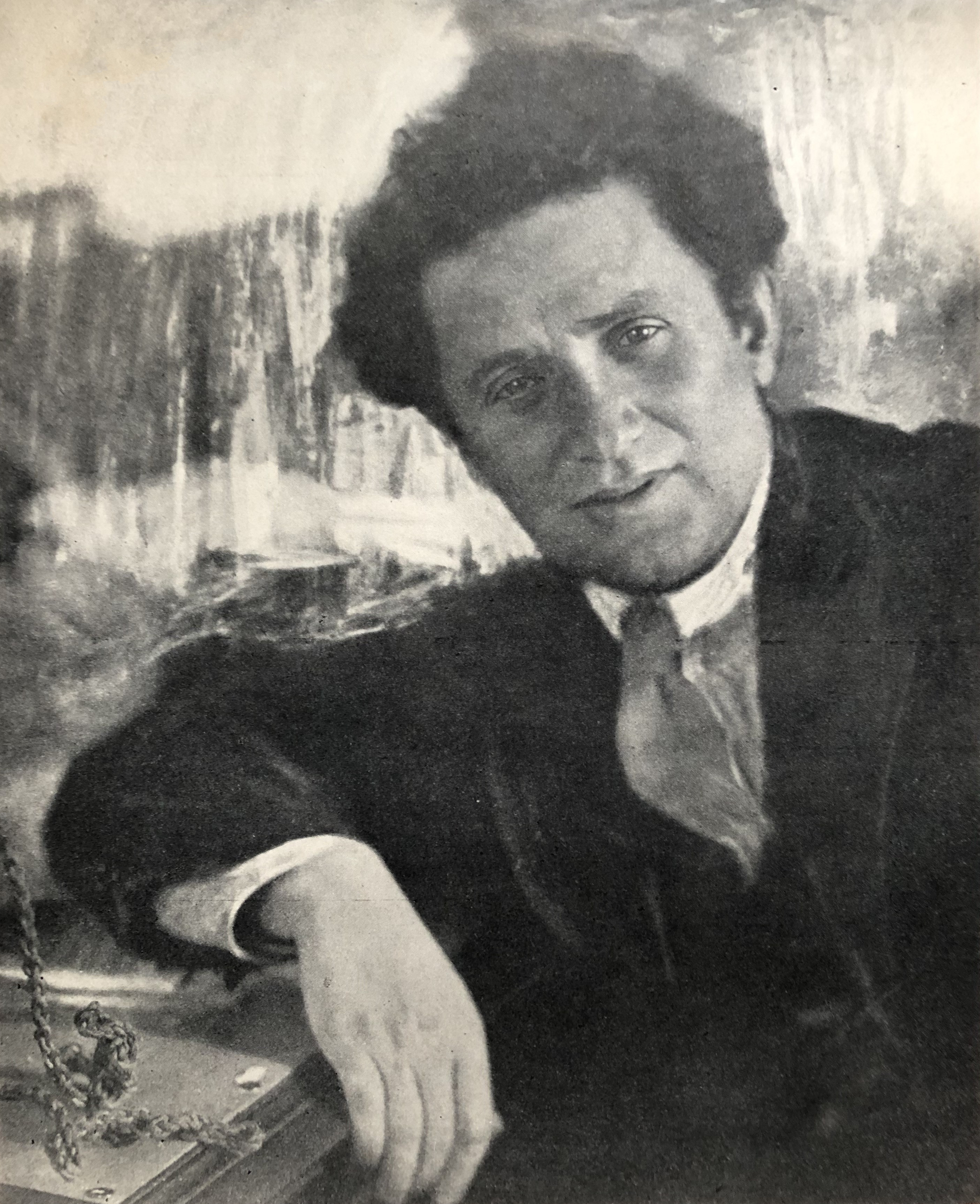
Grigori Zinóviev (URSS)
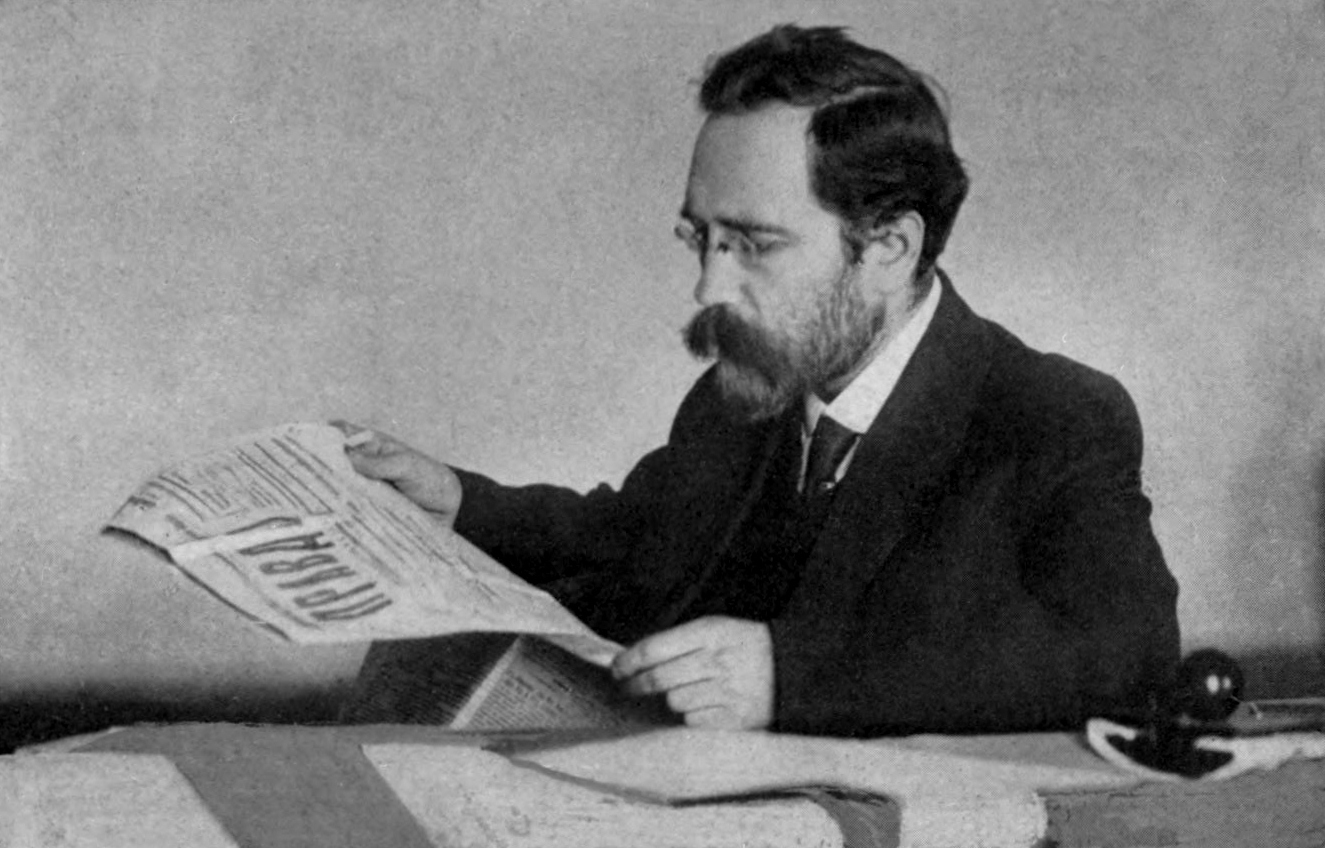
Lev Kámenev (URSS)
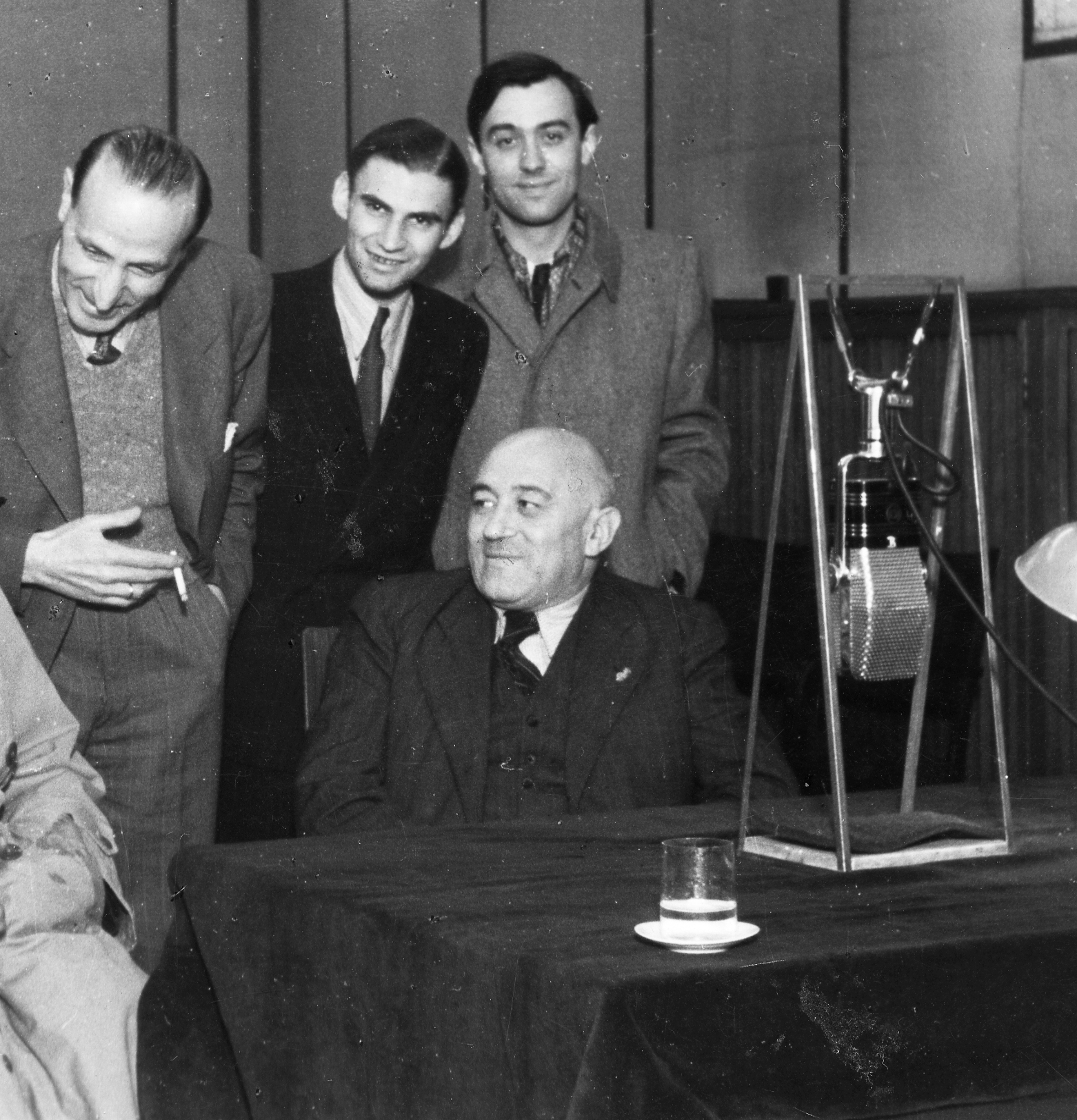
Mátyás Rákosi (Hungría —aunque nació en Yugoslavia pero se naturalizó hungaro—)
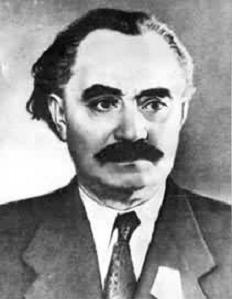
Gueorgui Dimitrov (Bulgaria)
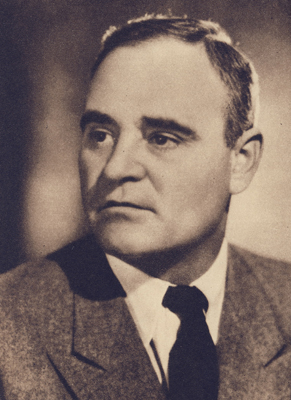
Gheorghe Gheorghiu-Dej (Rumania)
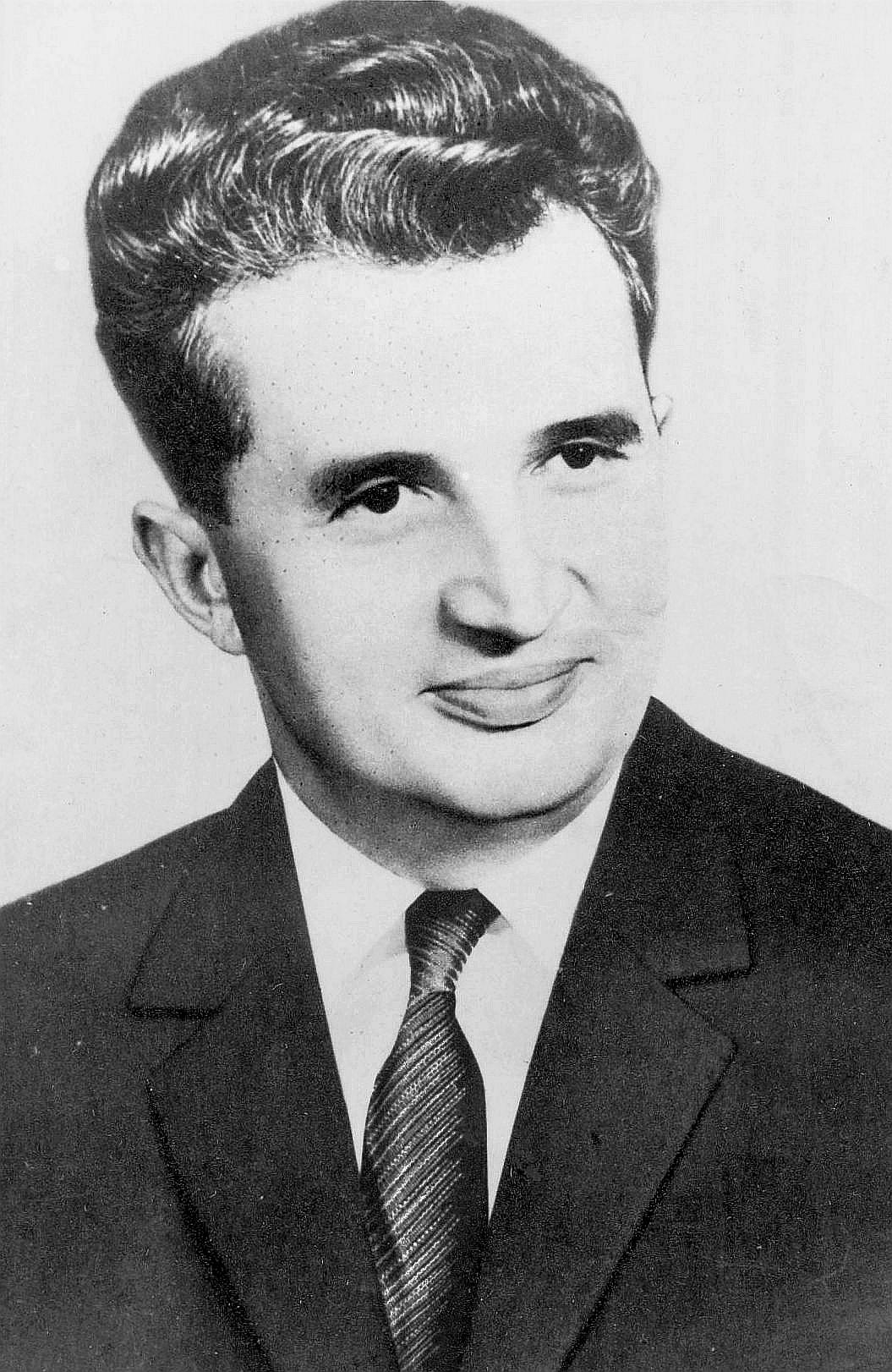
Nicolae Ceaușescu (Rumania)
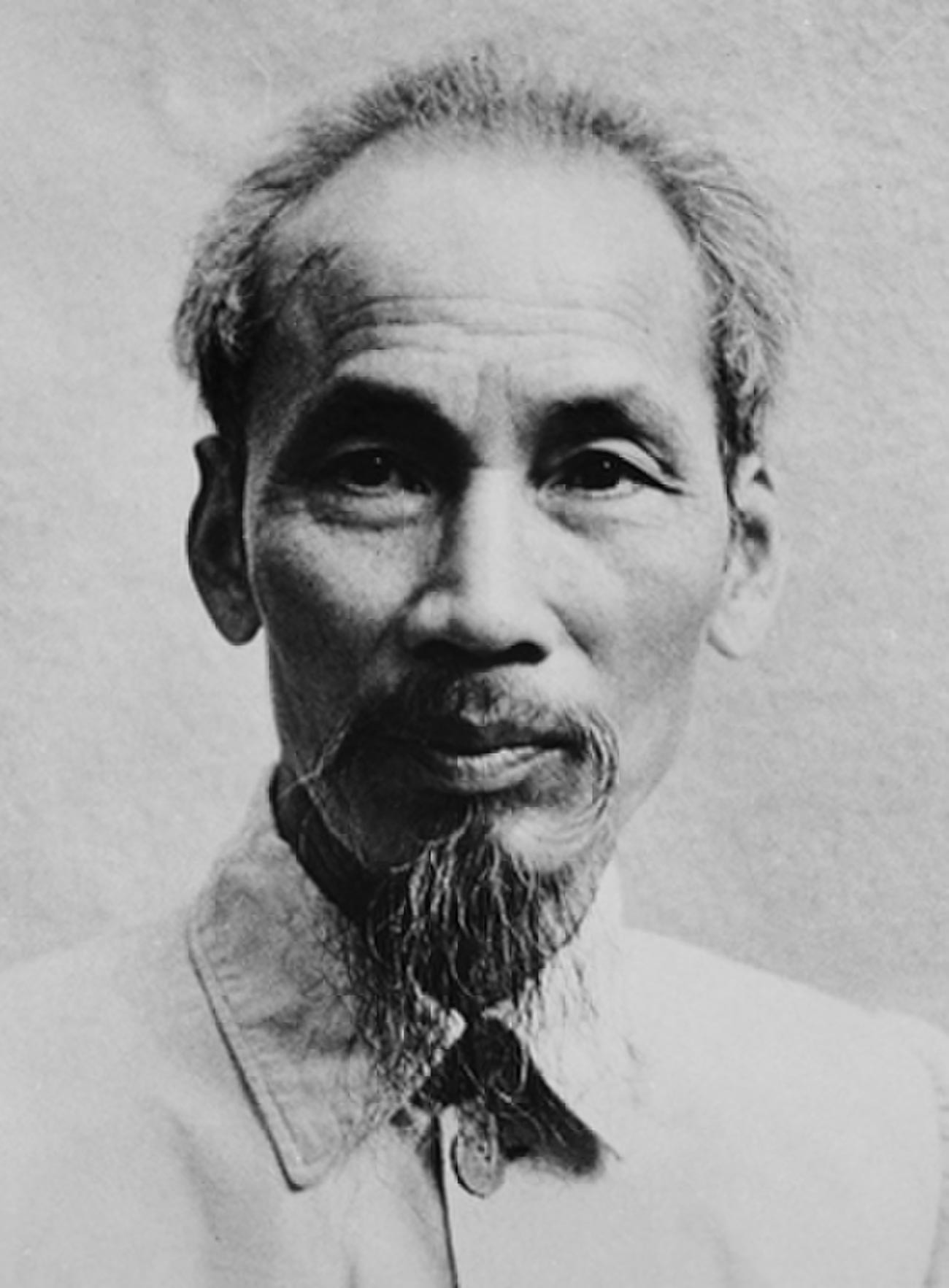
Ho Chi Minh (Vietnam del Norte —desde el año 1976 reunificado con Vietnam del Sur en la actual República Socialista de Vietnam—)
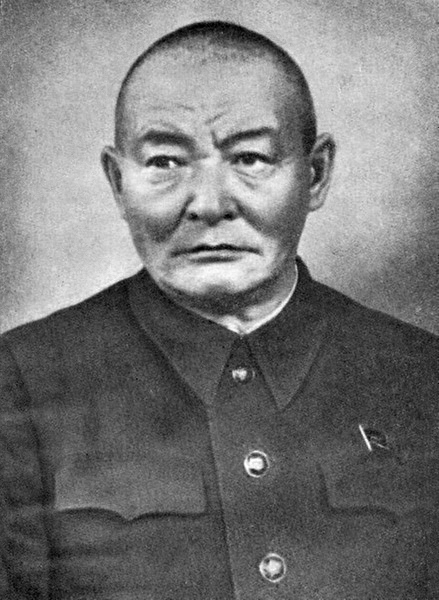
Horloogiyn Choybalsan (Mongolia)
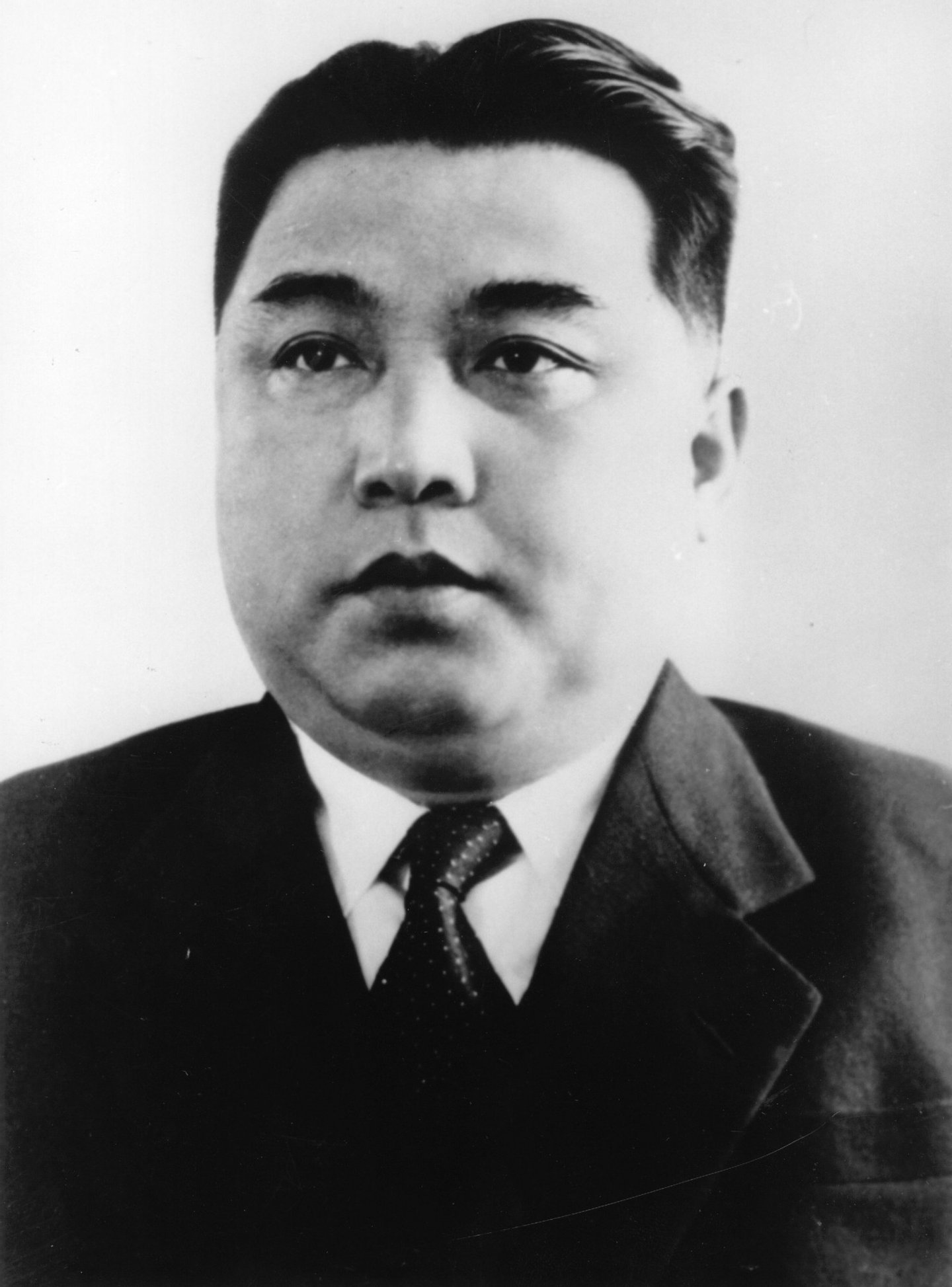
Kim Il-sung (Corea del norte)
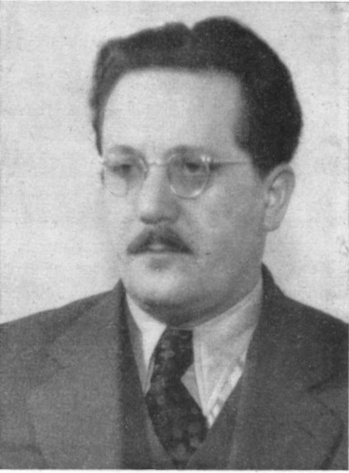
Edvard Kardelj (Yugoslavia)
Fidel Castro (Cuba)
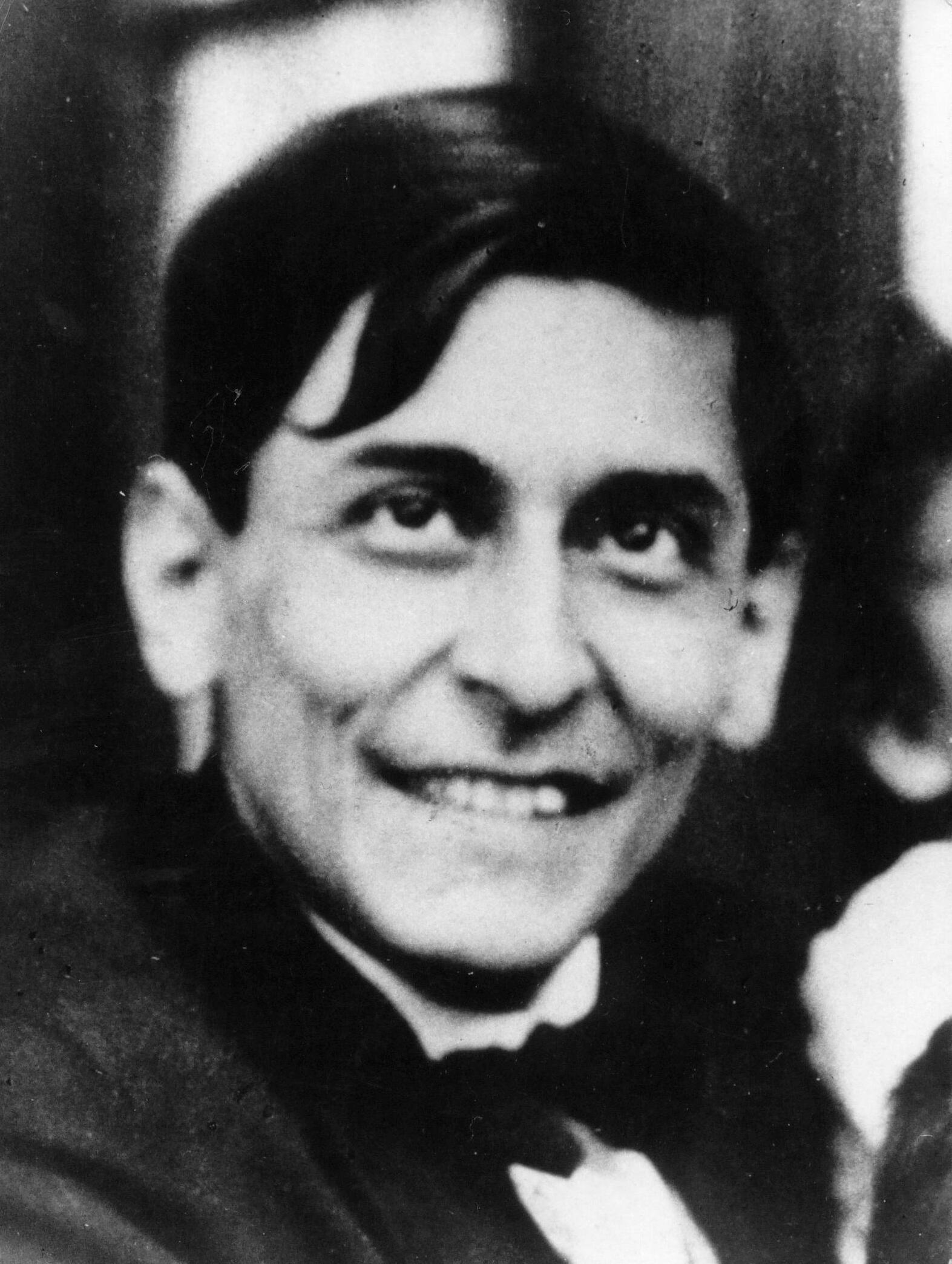
José Carlos Mariátegui (Perú)
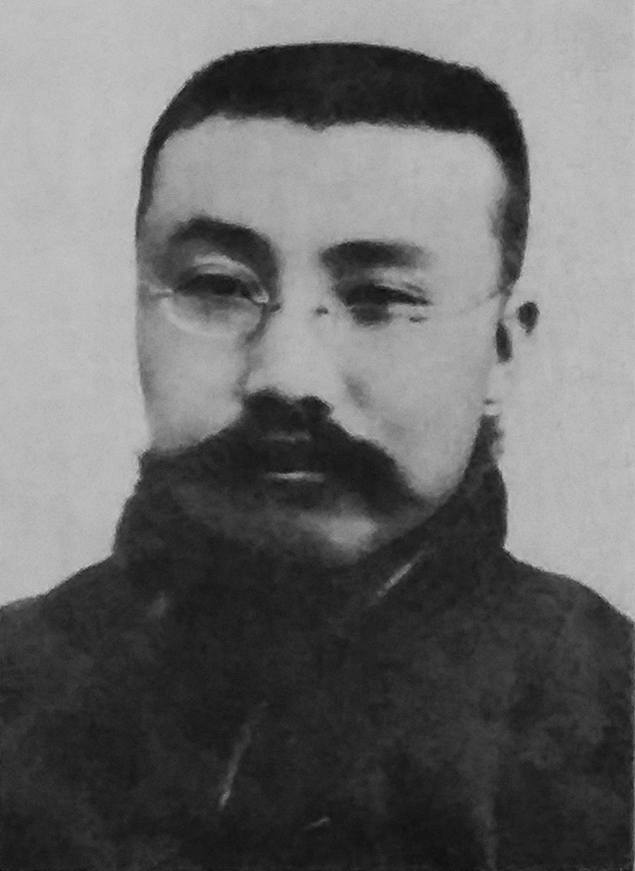
Li Dazhao (China)
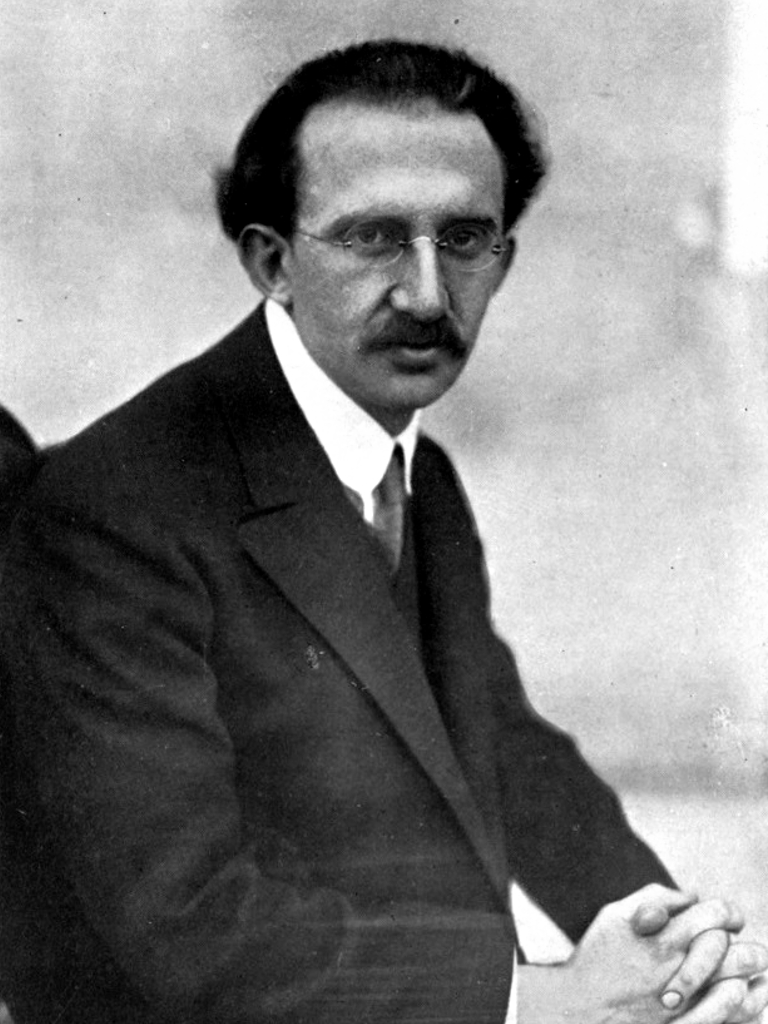
Georg Lukács (Hungría)

## Partidos, movimientos y gobiernos encuadrados en el marxismo
Desde la muerte de Marx en 1883, varios grupos del mundo entero han apelado al marxismo como base intelectual de sus políticas, que pueden ser radicalmente distintas y opuestas. Una de las mayores divisiones ocurrió entre los reformistas, también denominados socialdemócratas, que alegaban que la transición al socialismo puede ocurrir dentro de un sistema pluripartidista y capitalista, y los comunistas, que alegaban que la transición a una sociedad socialista requería una revolución para instaurar la dictadura del proletariado. La socialdemocracia resultó en la formación del Partido Laborista y del Partido Socialdemócrata de Alemania, entre otros partidos; en tanto que el comunismo resultó en la formación de varios partidos comunistas; en 1918 en Rusia, previo a la formación de la Unión de Repúblicas Socialistas soviéticas, dimanan dos partidos del Partido Obrero Social Demócrata de Rusia: el Partido Comunista, formación comunista, y el Partido Social Demócrata de Rusia.
En la actualidad sigue habiendo muchos movimientos revolucionarios y partidos políticos en todo el mundo, desde el final de la Unión Soviética, aunque el internacionalismo obrero ha sufrido una grave crisis. Aunque hay partidos socialdemócratas en el poder en varias naciones de Occidente, hace mucho que se distanciaron en aspectos relevantes de sus lazos históricos con Marx y sus ideas. En la actualidad en Laos, Corea del Norte, Vietnam, Cuba y la República Popular China hay en el poder gobiernos que se autoproclaman marxistas.
Muchos gobiernos, partidos políticos, movimientos sociales y teóricos académicos han afirmado fundamentarse en principios marxistas. Ejemplos particularmente importantes son los movimientos socialdemócratas de la Europa del siglo XX, el bolchevismo ruso, la Unión Soviética (Lenin, Trotski, Stalin) y otros países del bloque oriental, Mao Zedong, Fidel Castro, Ernesto "Che" Guevara, Santucho, Kwame Nkrumah, Julius Nyerere, Thomas Sankara y otros revolucionarios en países agrarios en desarrollo. Estas luchas han agregado nuevas ideas a Marx y, por lo demás, han transmutado tanto el marxismo que resulta difícil especificar el núcleo de este. Actualmente las transformaciones socioeconómicas han obligado a repensar al marxismo en una línea llamada posmarxismo en la cual se encuentran autores como Ernesto Laclau y Chantal Mouffe.
La Revolución de octubre de 1917, encabezada por los bolcheviques (cuyas figuras principales eran Vladímir Lenin y León Trotski) fue el primer intento a gran escala de poner en práctica las ideas socialistas de un Estado obrero.
Se suceden otra serie de gobiernos o dobles poderes obreros de relativamente breve duración, impulsados por revueltas proletarias con activa participación de los partidos comunistas locales, inspirados en el modelo de república de consejos obreros. La mayoría de estos son aplastados por las fuerzas de la reacción capitalista de las distintos gobiernos y potencias burguesas y fracasan. Son el caso de la Revolución de noviembre de 1918, encabezada por los espartaquistas en Alemania, la República Soviética Húngara de 1919, la República Soviética Bávara de 1919, el bienio rojo o movimiento de consejos de fábrica del norte de Italia de 1919 a 1920, el Sóviet de Nápoles, la República Soviética Socialista de Galitzia en 1920, la República Popular Soviética de Bujará de 1920 a 1925, la República Socialista Soviética de Persia o República Soviética de Gilan, de 1920 a 1921, etc.

Tras morir Lenin, Iósif Stalin se había hecho con una gran concentración de poder en sus manos en el seno del Partido Comunista y del Estado soviético, el cual fue fortaleciendo en detrimento de los propios soviets (ya de por sí debilitados durante el hambre, la bancarrota económica y las masacres ocasionadas por la Guerra Civil Rusa). Hasta su muerte, numerosas purgas se vivieron en la URSS, bajo consignas tales como la «lucha contra el trotskismo», «los sabotajes», o «los agentes del fascismo», en las que se logró inhabilitar a los principales elementos críticos del PCUS y la sociedad soviética, muchos de ellos comunistas, testigos directos de la Revolución y opositores en mayor o menor medida a la deriva burocrática y la concentración de poderes que se estaba generando en seno de la URSS, encarnada en una casta de funcionarios y burócratas del partido, cuya divergencia de intereses respecto a la clase trabajadora y el peligro que entrañaban para la revolución obrera comienzan a manifestarse desde la primera mitad de los años 20, aún en vida del propio Lenin. Dichas purgas solo logran fortalecer el poder de la nueva dirección del PCUS, encabezada ahora por Stalin, y pronto se extenderán a las secciones nacionales del Komintern, que, a nivel internacional, comienza a ser dirigido desde el comisariado de asuntos exteriores en Moscú.
Aunque llevaron a cabo pequeñas aportaciones teóricas al marxismo, Stalin y sus seguidores se caracterizan por haber dado cobertura ideológica a sus métodos y posicionamientos tácticos y políticos, encaminados al fortalecimiento del control sobre los medios de producción y administración del Estado por parte de la burocracia y dirección central del partido, a través de la falsificación o la adaptación de los principios ideológicos del marxismo y del leninismo a sus propios fines. Esto derivará en un sistema de gobierno y pensamiento formulado bajo el nombre de marxismo-leninismo (si bien sus críticos dentro del leninismo rechazan que se lo denomine de esta forma y reclaman para sí esta denominación) y la teoría del socialismo en un solo país, también llamado estalinismo, considerado por sus críticos marxistas como un alejamiento o distorsión de los postulados y principios de la tradición marxista y pensadores como Marx, Engels o Lenin; particularmente insistentes en esta postura son aquellas corrientes basadas en los planteamientos de Trotski y Lenin (trotskismo) y las del denominado comunismo de izquierda, el marxismo libertario o el comunismo de consejos, también críticos en este sentido con la denominada corriente del leninismo (y por ende el trotskismo). A raíz de la muerte de Stalin, esta burocracia termina por acaparar el poder y afianzarse en la llamada nomenklatura. Esta comenzará a medio plazo un proceso de progresiva liberalización de la economía, que culminará con la perestroika.
Al final de la II Guerra Mundial se produjo una expansión, por la vía militar, del poder político de la URSS, que se consolidó mediante el establecimiento de los llamados Estados satélites o del Pacto de Varsovia, en los países del Este que quedaron bajo su zona de influencia tras los acuerdos de Yalta y de Potsdam. Estos Estados reprodujeron estructuras políticas y sociales y tipos de economía y de gobierno muy similares a los de la Unión Soviética. Fueron gobernados mediante la formación de Partidos Comunistas, encuadrados en la Komintern, y adscritos a las fórmulas del marxismo-leninismo oficial. Algunos de los partidos adscritos a la Internacional Comunista que llegaron a formarse por sí mismos, lograron a la postre tomar el poder a través de insurrecciones guerrilleras y, en algunos casos, con bastante apoyo popular, y establecer un estado que seguía el modelo marxista-leninista oficial. Estas naciones comprendían a la República Popular China, Vietnam, Corea del Norte, Yugoslavia, Albania, Etiopía, Yemen del Sur, Angola, y otros. Después de la invasión militar por parte de Vietnam de Kampuchea Democrática, gobernada por el Jemer Rojo, un gobierno de estructura similar a aquel será establecido en Camboya.
El posmarxismo surge en la década de 1960 y varias tendencias y eventos de ese período influyeron en su desarrollo. La debilidad del paradigma de la Unión Soviética se hizo evidente y el marxismo enfrentó una carencia desde la Segunda Internacional. Esto sucedió simultáneamente con la ocurrencia internacional de los disturbios estudiantiles de mayo de 1968, el surgimiento de la teoría maoísta y la proliferación de la televisión comercial que cubría en sus transmisiones la guerra de Vietnam. Posteriormente, Ernesto Laclau y Chantal Mouffe abordan la proliferación de «nuevas posiciones de sujeto» ubicando su análisis en un marco posmarxista no esencialista.
En Chile, el gobierno de la Unidad Popular, encabezado por Salvador Allende, que duró desde 1970 hasta el golpe de Estado de 1973, tenía una fuerte inspiración marxista. Si bien cambió radicalmente las formas de lucha conocidas al concretar un gobierno por la vía electoral, la revolución a la chilena buscaba la transformación de la sociedad hacia el socialismo. Al mismo tiempo, la coalición que llevó a Allende al gobierno estaba construida por la unión del Partido Comunista y el Partido Socialista, ambos declarados marxistas-leninistas en ese tiempo.
Desde el comienzo de la democracia en España, en 1975, el PSOE se presentó a las elecciones como un partido marxista, proclamándose primera fuerza de oposición en el gobierno. En el XXVIII Congreso del PSOE, en mayo, fue rechazada la propuesta del Secretario Felipe González, quien abogó por abandonar las tesis marxistas. Posteriormente, en 1982, con abandonó su postura marxista; ese mismo año el partido ganó las elecciones.
A fines de la década de 1980 y principios de 1990 se produjo el colapso de la mayoría de los estados socialistas que habían profesado una ideología marxista-leninista. A fines de la década de 1970 y principios de la de 1980, el surgimiento de la Nueva Derecha y el capitalismo neoliberal como las tendencias ideológicas dominantes en la política occidental, defendidas por el presidente estadounidense Ronald Reagan y la primera ministra británica Margaret Thatcher, llevaron a Occidente a adoptar una posición más agresiva hacia la política occidental de la Unión Soviética y sus aliados. Mientras tanto, el reformista Gorbachov fue nombrado primer ministro de la Unión Soviética en marzo de 1985 y buscó abandonar los modelos leninistas de desarrollo hacia la socialdemocracia. En última instancia, las reformas de Gorbachov, junto con los crecientes niveles de nacionalismo étnico popular en la Unión Soviética, llevaron a la disolución del estado a fines de 1991 en una serie de naciones constituyentes, todas las cuales abandonaron los modelos marxista-leninistas de socialismo, y la mayoría se convirtió a economías capitalistas.
En 1991, la Unión Soviética se disolvió y el nuevo Estado ruso ya no se identificó con el marxismo. Otras naciones del mundo siguieron el mismo camino. Actualmente el socialismo científico ha dejado de ser una fuerza política prominente en la política mundial. China, donde gobierna el Partido Comunista, relajó su concepción económica del marxismo en 1978 avanzando progresivamente hacia un sistema económico más cercano al libre comercio. Este proceso continúa hoy en día.
A principios del siglo XXI, China, Cuba, Laos, Corea del Norte y Vietnam seguían siendo los únicos estados oficialmente marxistas-leninistas que quedaban, aunque un gobierno maoísta encabezado por Prachanda fue elegido para el poder en Nepal en 2008 tras una larga lucha de guerrillas.

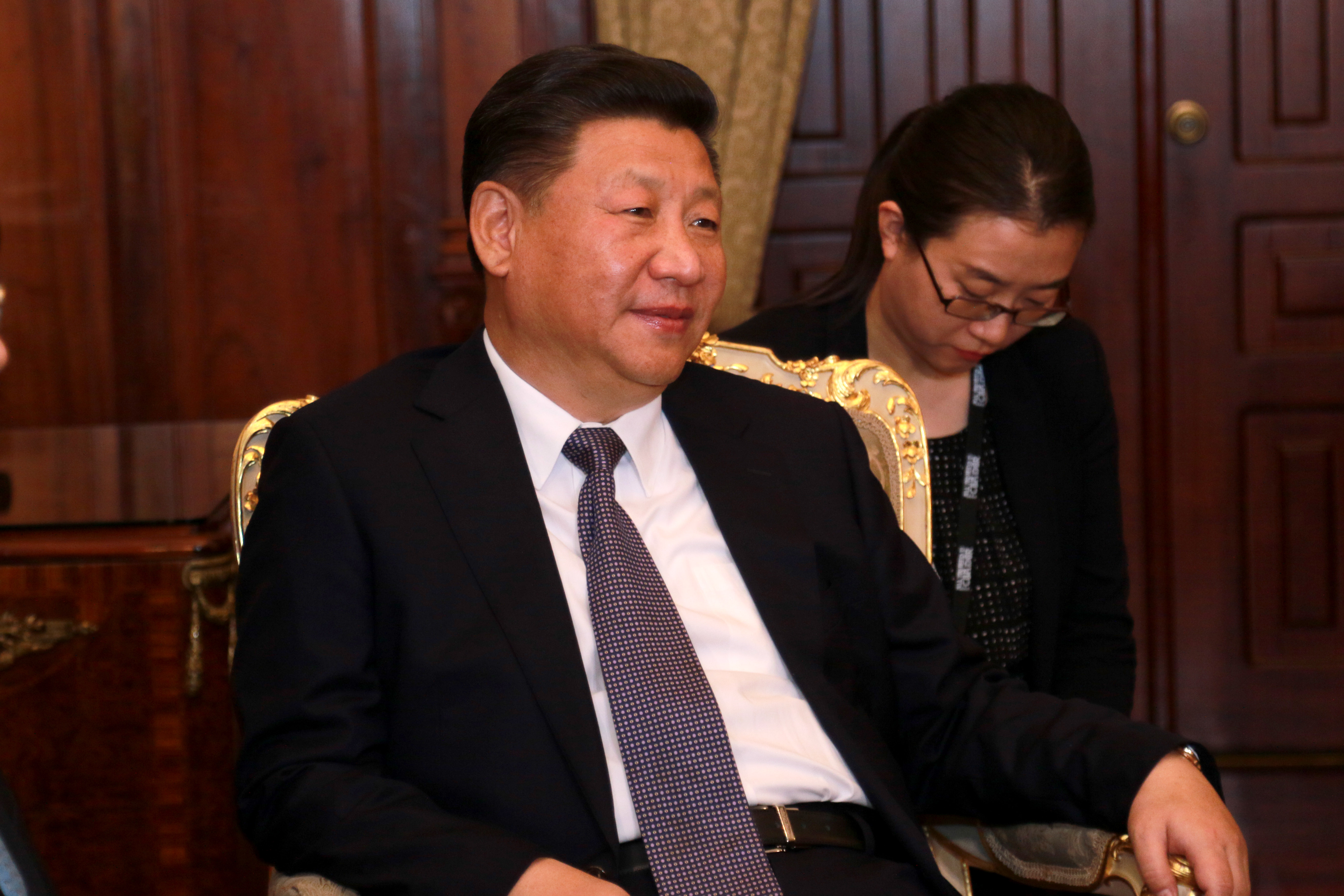
Xi Jinping, secretario general del Partido Comunista de China desde 2012.

El comienzo del siglo XXI también vio la elección de gobiernos socialistas en varias naciones latinoamericanas, en lo que se conoce como la «marea rosa». Dominada por el gobierno venezolano de Hugo Chávez, esta tendencia también vio la elección de Evo Morales en Bolivia, Rafael Correa en Ecuador y Daniel Ortega en Nicaragua. Forjando alianzas políticas y económicas a través de organizaciones internacionales como la Alianza Bolivariana para las Américas, estos gobiernos socialistas se aliaron con la Cuba marxista-leninista y aunque ninguno de ellos abrazó directamente un camino leninista, la mayoría admitió estar significativamente influenciado por la teoría marxista.
El secretario general del Partido Comunista de China, Xi Jinping, anunció un compromiso cada vez más profundo del Partido Comunista de China con las ideas de Marx. En un evento que celebra el 200 aniversario del nacimiento de Marx, Xi dijo: «Debemos ganar las ventajas, ganar la iniciativa y ganar el futuro. Debemos mejorar continuamente la capacidad de utilizar el marxismo para analizar y resolver problemas prácticos», y agregó que el marxismo es una «arma ideológica poderosa para que entendamos el mundo, aprendamos la ley, busquemos la verdad y cambiemos el mundo». Xi ha enfatizado además la importancia de examinar y continuar la tradición del CPC y abrazar su pasado revolucionario.
La fidelidad de esos variados revolucionarios, líderes y partidos a la obra de Karl Marx es muy cuestionada y ha sido rechazada por muchos marxistas y otros socialistas por igual. Socialistas en general y escritores socialistas, incluido Dimitri Volkogonov, reconocen que las acciones de los líderes socialistas autoritarios han dañado «el enorme atractivo del socialismo generado por la Revolución de Octubre».

## Críticas al marxismo
El marxismo, tomado como cosmovisión, implica por su propia naturaleza un sistema de pensamiento y un sistema de organización política dirigido a la realización particular y socialmente consciente de un orden social mediante la planificación central de la economía (p.e. un socialismo políticamente establecido) que según este es un paso necesario de la historia del hombre. El marxismo funciona, según su propia doctrina, a manera de catalizador e impulsor de la transición para la clase que de otra manera no podría ver edificado para sí el socialismo y la realización posterior del comunismo. Es por esto que es difícil de separar a sus más importantes críticos en categorías, siendo que estos se han confrontado por separado o a la vez con los regímenes marxistas instaurados por diferentes partidos únicos, usualmente comunistas, con los movimientos que los llevaron al poder y con la teoría marxista del mundo (i.e., el materialismo dialéctico y el materialismo histórico), sin que nunca termine de quedar suficientemente claro si estos tres aspectos del marxismo son verdaderos corolarios. En términos generales se puede, sin embargo, diferenciar a efectos prácticos las críticas al marxismo por las disciplinas de estudio más comprometidas en ellas.
Dentro del movimiento revisionista del materialismo de Eduard Bernstein, defiende de estos puntos de vista: El marxismo no es puramente materialista ni puramente económico; en la historia no actúan exclusivamente fuerzas económicas; la teoría de la plusvalía es simplista y demasiado abstracta; aún admitiendo la lucha de clases, no se da exclusivamente entre capitalistas y proletarios, sino entre los capitalistas entre sí y los proletarios entre sí; y no se precisa una revolución violenta para alcanzar el socialismo, porque puede llegarse a él mediante una evolución pacífica a través del sindicalismo y de la acción política.
Antropológicamente, el marxismo se confrontaría con el darwinismo quien rechazaría que dicha teoría se analogara con el materialismo histórico. Karl von Scherzer consideró que la idea de fusionar el socialismo y la evolución mediante la selección natural le pareció descabellada. Sigmund Freud llegaría decir que "las obras de Marx, como una fuente de revelación, han tomado el lugar de la Biblia y el Corán, a pesar de que éstas no están más libres de contradicciones y oscuridades que aquellos antiguos libros sagrados" En contraposición a la antropología del estadounidense Lewis H. Morgan que Marx y Engels hicieran suya en El origen de la familia y según la cual todas las economías primitivas serían de carácter comunista, la antropología contemporánea de autores como Bronisław Malinowski y Fustel de Coulanges entre otros, presenta una visión casi opuesta del origen de la propiedad privada, que es resumida en la obra del historiador Richard Pipes Propiedad y libertad. Respecto de la noción marxista de "ideología de clase", el autor liberal-conservador Kenneth Minogue fue uno de los primeros en invertirla en La teoría pura de la ideología, volviendo contra las propias doctrinas sistémico-clasistas (que tratan de "ideológico" a todo pensamiento) la acusación de reificación ideológica por parte de intereses revolucionarios en una lucha de clases cuya existencia no puede ser puesta en duda sin apelar a una instancia neutral.
El sociólogo clásico Max Weber continuaría la afirmación de Engels acerca de la evolución propia, autónoma e interactiva de cada uno de los factores determinantes del progreso histórico, pero insistiría en que no podría haber entonces un determinante económico-tecnológico de última instancia: si se acepta, con Engels, que la historia es la suma de todos estos factores entonces necesariamente la influencia recíproca de fuerzas en un todo debe implicar que, si la religión y la cultura no se adaptan necesariamente a la producción económica, la economía como producción debe adaptarse a estas. Implícitamente en su obra La ética protestante y el espíritu del capitalismo muestra la independencia de la superestructura ideológica respecto a la infraestructura tecnológica, tesis usualmente malentendida como una suerte de reverso del marxismo, como sí sería el caso del espiritualismo histórico de Werner Sombart. Esta exposición weberiana creó un cisma dentro de la sociología académica respecto del marxismo más dogmático, y la apertura a posiciones más complejas como la del historiador Eric Hobsbawm o las amistosamente separadas del marxismo como las esbozó el sociólogo analítico Charles Wright Mills.
El economista y sociólogo austríaco Joseph Schumpeter revisó los orígenes del capitalismo y rechazó la noción marxista de acumulación originaria como una contradicción autorreferente que requiere capital inicial para la actividad de una supuesta burguesía violenta originaria. A su vez, el institucionalista Douglass North ha ofrecido en sus estudios una revisión paralela de la historia del capitalismo que ha sido tenido muy en cuenta entre los historiadores marxistas.
La deontología marxista respecto de la praxis revolucionaria se enfrentaría a serios problemas filosóficos que intentarían ser resueltos por pensadores como Jean-Paul Sartre desde una vía existencialista. Éticamente Marx llegó a considerar que "un fin que requiere medios injustificables no es un fin justificable", sin embargo dentro del marxismo como sistema la moral es en sí misma consecuencialista ya que en este los fines juzgan a los medios, luego toda justificación depende de su funcionalidad para un fin determinado (fin que tampoco es juzgado desde un set de principios morales salvo el interés "históricamente determinado" de un grupo de pertenencia: en su caso, una clase social). Sartre concluyó que la "clase" no era una entidad homogénea y que nunca podría montar una revolución, pero aun así continuó defendiendo las doctrinas marxistas.
Contra este historicismo predeterminado (con sus contradicciones éticas para un interés individual enfrentado al interés del progreso histórico), el epistemólogo y filósofo Karl Popper realizaría sus más agudas críticas en La sociedad abierta y sus enemigos, obra que podría considerarse a su vez una de las principales réplicas globales al marxismo, y que junto con las objeciones de Bertrand Russell sería la más representativa de entre las críticas epistemológicas al marxismo como un "dogma reforzado" imposible de ser puesto a prueba mediante falsación, lo que llevaría a muchos marxistas a volcarse a una posición epistemológica en las ciencias en general cercana a la de Thomas Kuhn por la cual las contradicciones del marxismo deberían ser probadas dentro de la misma teoría, y no frente a hechos que serían en sí expresiones de una carga teórica previa. Russell criticó como poco científico la creencia de Marx en el progreso como una "ley universal". Marxistas como Thomas Riggins han afirmado que Russell tergiversó las ideas de Marx. Mario Bunge resaltó del marxismo el carácter estrechamente economicista que infravalora el papel de la política y la cultura, el hecho de confundir lógica con ontología y la adopción del utilitarismo como ética.

Antes de que el marxismo pudiera tener alguna utilidad, había que moderarlo y activarlo. Lo primero significa despojarlo de su tesis externalista radical de que el contexto determina el contenido, y lo segundo transformarlo de dogma en proyecto de investigación.
Mario Bunge

En lo económico, V. K. Dmitriev en 1898 y Ladislaus von Bortkiewicz en 1906-07 y subsecuentes críticos expusieron que la teoría del valor de Marx y su ley de tendencia a la baja en la tasa de beneficio eran internamente inconsistentes. Como contrapropuesta, los más importantes economistas marxistas y/o sraffianos, tales como Paul Sweezy, Nobuo Okishio, Ian Steedman, John Roemer, Gary Mongiovi y David Laibman, propusieron sus propias versiones correctas de lo que debería ser la economía marxista abandonando como inadecuado el intento de Marx en El capital para el mismo fin, confrontándose así con los marxistas que defienden a aquel y que en respuesta se apoyan en una segunda teoría desarrollada a fines del siglo XX para interpretar, según ellos en forma más adecuada, las últimas obras de Marx.
En el ambiente académico las críticas a la teoría económica de Marx derivaron principalmente de su incompatibilidad (nunca resuelta por ninguna de las partes) con los descubrimientos microeconómicos del marginalismo. El conflicto con la visión marxista de la producción tomó forma en la obra de dos de los más importantes sistematizadores del marginalismo, representantes de las variantes austríaca y británica: primero Eugen von Bohm-Bawerk, que dirigiría las más conocidas críticas a la teoría del valor-trabajo y con esta la explotación por adquisición de plusvalía, tanto dentro de la teoría marxista como desde el subjetivismo austríaco (por el cual incluso los costos dependen de la demanda); y luego Alfred Marshall que insistiría en la utilidad del capital y la gestión en la creación del valor, así como la consideración de la demanda como autónoma de la oferta aunque esta se reconozca determinada por los costos.
Desde la macroeconomía, John Maynard Keynes llegaría a decir que El capital era "un manual obsoleto" al cual no solo encontraba "científicamente equivocado sino además sin interés o aplicación para el mundo moderno", consideración que Joan Robinson criticaría como consecuencia de una pobre lectura de Marx, así como de Say. Una aproximación macroeconómica compatible con el marxismo fue esbozada por el economista polaco Michał Kalecki.
Respecto a la aplicación práctica del método marxista y a sus resultados políticos, las críticas usuales han sido menos a la doctrina marxista y más a los aspectos empíricos contra el movimiento Comunista y sus regímenes. Estas críticas se sostienen en términos humanistas y objetan el sacrificio en vidas humanas en persecuciones sociales y políticas, y además solo se han dirigido al fenómeno totalitario como una situación circunstancial impuesta deliberadamente por los dirigentes marxistas, o sea, como un fenómeno aislado o al menos aislable de la teoría. Sin embargo algunas de estas críticas han tenido una dimensión teórica (especialmente por parte de liberales clásicos como Mises, Hayek, Isaiah Berlin y Raymond Aron, y anarquistas como Proudhon, Bakunin, Piotr Kropotkin y Noam Chomsky) según las cuales el fracaso político del totalitarismo, la interdependencia entre la falta de propiedad personal y libertad personal, el colapso de la planificación centralizada de la economía y la doctrina marxista-leninista serían elementos inseparables y codependientes, por lo cual, o la teoría marxiana del progreso histórico debe de estar equivocada y la dictadura científica pasaría a ser una profecía autocumplida con resultados perjudiciales para la clase obrera, o bien la noción de un "necesario progreso histórico" puede ser mayormente verdadera pero sin embargo el marxismo la habría malinterpretado a su favor: esta última opción sería planteada por el heredero de la crítica hegeliana al marxismo de Alexandre Kojève, el neoconservador Francis Fukuyama.
Finalmente, diversos autores de orientación centrista y socialdemócrata han hecho profundas reflexiones críticas de las bases filosóficas del marxismo, a saber Jürgen Habermas, Hannah Arendt, Anthony Giddens, y particularmente –por recordar las implicancias de que las relaciones sociales de producción no pueden determinar la superestructura jurídico-política ya que la presuponen– el jurista y pensador político Hans Kelsen quien, en su libro La teoría comunista del derecho y el Estado, realizaría la que tal vez pueda considerarse la objeción más incisiva a casi todos los aspectos relevantes de la doctrina marxista, tanto en sus facetas políticas, su teoría jurídica e institucional, social y económica.
También el ensayo de Marx Sobre la cuestión judía de 1843 se ha interpretado como antisemitismo.

## Corrientes surgidas del marxismo
Durante el siglo XIX y sobre todo en el siglo XX, el marxismo se divide en varias corrientes, entre otras:
- Austromarxismo
- Comunismo de izquierda
- Freudomarxismo
- Luxemburguismo
- Maoísmo
- Movimiento autónomo
- Marxismo-leninismo
- Marxismo analítico
- Marxismo humanista
- Marxismo libertario
- Marxismo negro
- Marxismo occidental
- Marxismo ortodoxo
- Marxismo estructural
- Marxismo instrumental
- Anarquismo y marxismo
- Marxología
- Filosofía marxista
- Sociología marxista
- Neomarxismo
- Posmarxismo
- Trotskismo
- Situacionismo
- Mariateguismo

## Obras
| - Crítica de la filosofía del derecho de Hegel (1843) - Manuscritos económicos y filosóficos (1844) - La ideología alemana (1845, con Engels) - El manifiesto comunista (1848, con Engels) - Salario, Precio y Ganancia (1865, publicada póstumamente). - La guerra civil en Francia (1871). - Crítica del programa de Gotha (1875, publicada póstumamente) - La condición de la clase obrera en Inglaterra (1845) - Principios del Comunismo (1847) - Anti-Dühring (1878) - Del socialismo utópico al socialismo científico (1880) - Dialéctica de la naturaleza (1883) | - La Sagrada Familia (1844) - Manifiesto del Partido Comunista (1848) - El capital (1867-1894) - El desarrollo del capitalismo en Rusia (1899) - ¿Qué hacer? (1902) - Un paso adelante, dos pasos atrás (1904) - El programa agrario de la socialdemocracia en la primera revolución rusa de 1905-1907 (1908) - Notas críticas sobre la cuestión nacional (1913) - Tres fuentes y tres partes integrantes del marxismo (1914) - El derecho de las naciones a la autodeterminación (1914) - El imperialismo, fase superior del capitalismo (1916) - Las tareas del proletariado en la presente revolución (Tesis de Abril) (1917) - El Estado y la revolución (1917) - La enfermedad infantil del izquierdismo en el comunismo (1920) | Obras de Stalin - El marxismo y la cuestión nacional (1913) - Cuestiones del leninismo (1926) - El carácter internacional de la Revolución de Octubre (1927) - Sobre el proyecto de constitución de la URSS (1936) - Sobre el materialismo dialéctico y el materialismo histórico (1938) - Historia del Partido Comunista (bolchevique) de la Unión Soviética (1939) - Problemas económicos del socialismo en la URSS (1952) Obras de Trotski - Literatura y revolución (1924) - La revolución permanente (1930) Obras de Mao - Libro Rojo de Mao (1964 ) |